# 翡翠台電視節目列表 (2010年代)
本列表是翡翠台電視節目列表的子列表，列出2010年代的無綫電視翡翠台節目（只限綜藝及資訊節目）。
特備節目如每年常規的頒獎禮、節日慶典、悼念/紀念、體育、選美、慈善、社企、政府宣傳、音樂會、演唱會、派對、音樂比賽、才藝比賽、學術比賽、台慶、娛樂新聞回顧、節目巡禮及節目宣傳等節目請參見翡翠台特備節目列表 (2010年代)。

## 2010年
| 首播日期 | 集數 | 類別            | 節目名稱                      | 主持/演出/旁白 | 官方網頁                       | 備註                     |
| -------- | ---- | --------------- | ----------------------------- | --- | ------------------------------ | ------------------------ |
| 1月6日   | 2    | 粵劇資訊        | 俏柳紅梅繫寶珠                | 嘉賓：陳寶珠 |                                |                          |
| 1月10日  | 13   | 遊戲            | 逐格鬥                        | 主持：鄭裕玲、Donald、阿占 | TVB網頁 （页面存档备份，存于） | 高清製作                 |
| 1月20日  | 18   | 飲食            | 大廚出馬（第一輯）            | 主持：馬浚偉、陳蔚而、林穎彤 | TVB網頁 （页面存档备份，存于） | 高清製作                 |
| 1月23日  | 2    | 旅遊            | 傾情戀戀華僑城                | 洪天明、周家蔚、黃德斌、湯盈盈、林莉、李蘊、莊思敏、盧頌之、林婉霞 |                                |                          |
| 1月25日  | 25   | 情人節          | 愛的力量                      | |                                | 高清製作                 |
| 1月25日  | 10   | 個人回顧        | 我的2009                      | 旁白：陳永業 | TVB網頁 （页面存档备份，存于） | 高清製作                 |
| 2月1日   | 7    | 飲食            | 絕世好麵                      | 旁白：黃淑儀 | TVB網頁 （页面存档备份，存于） | 高清製作                 |
| 2月8日   | 4    | 賀年            | 72家過新年                    | 主持：曾志偉 演員：張學友、袁詠儀、吳家樂、梁嘉琪、袁偉豪、王祖藍、張嘉兒、高鈞賢、黃宗澤、鄧麗欣                                                                                              | TVB網頁 （页面存档备份，存于） | 高清製作                 |
| 2月13日  | 2    | 玄學            | 民峰學院開運班                | 主持：蘇民峰、曾華倩、高海寧、陳爽、蔡淇俊、鄭嘉雯、袁嘉敏、李嘉、周奕瑋 | TVB網頁 （页面存档备份，存于） | 高清製作                 |
| 2月15日  | 6    | 賀年飲食        | 新春招牌菜（第一輯）          | 主持：安德尊、呂慧儀、楊卓娜 嘉賓主持：楊天命 | TVB網頁 （页面存档备份，存于） | 高清製作                 |
| 2月21日  | 17   | 飲食            | 為食總司令（第一輯）          | 主持：黃永幟、陳芷菁、王君馨、苟芸慧、宋熙年 | TVB網頁 （页面存档备份，存于） | 高清製作                 |
| 2月21日  | 9    | 紀錄片          | 敦煌                          | 主持：林保怡 | TVB網頁 （页面存档备份，存于） | 高清製作                 |
| 2月28日  | 8    | 音樂            | 我的故事．我的歌              | 主持：容祖兒、農 夫、王菀之、曹 格、側 田、胡杏兒、徐子珊、鍾嘉欣、古巨基、何紫慧 | TVB網頁 （页面存档备份，存于） | 高清製作                 |
| 3月22日  | 6    | 紀錄片          | 台北故宮的秘密                | 主持：米 雪 | TVB網頁 （页面存档备份，存于） | 高清製作                 |
| 3月27日  | 15   | 幽默            | 荃加福祿壽                    | 主持：汪明荃、阮兆祥、王祖藍、李思捷 | TVB網頁 （页面存档备份，存于） | 高清製作                 |
| 3月29日  | 20   | 財經            | 理財有建地                    | 主持：陳百祥 |                                | 高清製作                 |
| 4月5日   | 29   | 資訊遊戲        | 千奇百趣香港地                | 主持：森 美、阮小儀 旁白：林保全、黃榮璋、雷碧娜 | TVB網頁 （页面存档备份，存于） | 高清製作                 |
| 4月18日  | 1    | 遊戲            | 超級遊戲獎門人大爆發          | 主持：曾志偉、錢嘉樂、江欣燕、金 剛、Otto@EO2 | TVB網頁 （页面存档备份，存于） | 高清製作                 |
| 4月25日  | 28   | 遊戲            | 超級遊戲獎門人                | 主持：曾志偉、錢嘉樂、江欣燕、金 剛、Otto@EO2 | TVB網頁 （页面存档备份，存于） | 高清製作                 |
| 5月3日   | 5    | 歌唱選秀        | 超級巨聲2：初試巨聲           | |                                | 高清製作                 |
| 5月8日   | 1    | 清談            | 媽媽真的愛您                  | 主持：陳倩揚 | TVB網頁 （页面存档备份，存于） | 高清製作                 |
| 5月9日   | 18   | 歌唱選秀        | 超級巨聲2                     | 主持：森 美、田蕊妮 | TVB網頁 （页面存档备份，存于） | 高清製作                 |
| 5月10日  | 8    | 紀錄片          | 頤和園 華麗背後               | 主持：蘇玉華 | TVB網頁 （页面存档备份，存于） | 高清製作                 |
| 5月17日  | 20   | 上海世博會/飲食 | 上海世博最知味                | 主持：馬德鐘、程 莉、楊 崢 | TVB網頁 （页面存档备份，存于） | 高清製作                 |
| 6月2日   | 16   | 上海世博會      | 世博華人大綜藝                | 主持：曾志偉、江欣燕、胡蓓蔚、曹可帆、王冠 | TVB網頁 （页面存档备份，存于） | 高清製作                 |
| 6月11日  | 28   | 南非世界盃      | 世界盃動起來                  | 主持 ：鍾志光、張國強、錢嘉樂、阮兆祥、高海寧、馬啟仁 嘉賓主持：潘文迪、李偉文、黃婉曼 | TVB網頁 （页面存档备份，存于） | 高清製作                 |
| 6月12日  | 1    | 遊戲            | 香港航空樂優游                | 主持：鄧梓峰、曾華倩 | TVB網頁 （页面存档备份，存于） | 高清製作                 |
| 6月14日  | 5    | 南非世界盃/旅遊 | 南非Ready Goal!               | 主持：曹永廉、梁政珏 | TVB網頁 （页面存档备份，存于） | 高清製作                 |
| 6月21日  | 20   | 上海世博會/旅遊 | 上海世博行                    | 主持：楊思琦、劉 璇、何傲兒 旁白：鄭麗麗、劉惠雲、張頌欣 | TVB網頁 （页面存档备份，存于） | 高清製作                 |
| 6月26日  | 2    | 娛樂訪談        | Big4大四喜 喜上加喜           | 主持：張衛健、許志安、蘇永康、梁漢文 | TVB網頁 （页面存档备份，存于） |                          |
| 6月26日  | 3    | 港姐            | 美麗觸印                      | 主持：曾志偉、馬國明、羅仲謙 | TVB網頁 （页面存档备份，存于） | 高清製作                 |
| 6月27日  | 15   | 飲食            | 名人廚房                      | 主持：呂 方、葉澍堃、薛家燕、陳芷菁、黃淑儀、李麗娟、林李婉冰、張堅庭、顧紀筠、余錦基、廖碧兒、車淑梅、惠英紅、紀曉華、歐陽應霽、林澄光、鄭丹瑞、黃真真、林 峯、楊千嬅、徐子珊、周秀娜、麥玲玲 | TVB網頁 （页面存档备份，存于） | 高清製作                 |
| 7月3日   | 5    | 旅遊            | 戀戀沖繩                      | 主持：官恩娜、苟芸慧 | TVB網頁 （页面存档备份，存于） | 高清製作                 |
| 7月5日   | 20   | 資訊            | 香港築跡                      | 主持：張慧慈 旁白：陳永業 | TVB網頁 （页面存档备份，存于） | 高清製作                 |
| 7月6日   | 3    | 南非世界盃      | 頂Cup世界盃嘉年華             | 主持：鍾志光、張國強、吳家樂、阮兆祥、錢嘉樂、洪天明、黃婉曼、高海寧、Keyman 嘉賓主持：潘文迪、李偉文、鄭少偉、盧均宜                                                                          | TVB網頁 （页面存档备份，存于） | 高清製作                 |
| 7月19日  | 30   | 資訊遊戲        | 千奇百趣Summer Fun            | 主持：森 美、阮小儀 旁白：林保全、雷碧娜 | TVB網頁 （页面存档备份，存于） | 高清製作                 |
| 8月2日   | 28   | 勵志            | 情常在                        | 主持：參見《情常在》每集嘉賓 | TVB網頁 （页面存档备份，存于） | 高清製作                 |
| 8月21日  | 1    | 音樂特輯        | 楊千嬅音樂特輯 我在東京很快樂 | 演出：楊千嬅 | TVB網頁 （页面存档备份，存于） |                          |
| 8月30日  | 20   | 健康資訊        | 健康奇案錄（第一輯）          | 主持：林保怡、吳家樂、高海寧 | TVB網頁 （页面存档备份，存于） | 高清製作                 |
| 9月17日  | 15   | 音樂            | 與巨聲幫同行                  | 主持：羅敏莊 |                                |                          |
| 9月19日  | 4    | 旅遊            | 瑞士天巒                      | 主持：王敏德、馬詩慧、曹敏莉 | TVB網頁                        | 高清製作                 |
| 9月26日  | 1    | 住宅資訊        | 更上一層樓 極品豪門           | 主持：姚嘉妮、關婉珊 | TVB網頁 （页面存档备份，存于） | 高清製作                 |
| 9月26日  | 6    | 旅遊            | 以諾遊踪 - 土耳其七教會之旅     | 主持：林以諾、高皓正、侯嘉明 | TVB網頁 （页面存档备份，存于） | 高清製作                 |
| 9月26日  | 1    | 音樂特輯        | 巨聲同學會                    | 主持：森 美、田蕊妮 | TVB網頁 （页面存档备份，存于） | 高清製作                 |
| 9月27日  | 5    | 勵志            | 香港事．情                    | 旁白：敖嘉年 | TVB網頁 （页面存档备份，存于） | 高清製作                 |
| 10月2日  | 11   | 住宅資訊        | 更上一層樓                    | 主持：鄭裕玲、沈震軒、彭慧中、曾敏 | TVB網頁 （页面存档备份，存于） | 高清製作                 |
| 10月4日  | 20   | 資訊            | 中華福地                      | 主持：李丞責、楊 崢、葉翠翠 | TVB網頁 （页面存档备份，存于） | 高清製作                 |
| 10月10日 | 8    | 音樂            | 金曲擂台                      | 主持：李龍基、關菊英、林欣彤、劉威煌 | TVB網頁 （页面存档备份，存于） | 高清製作                 |
| 10月24日 | 15   | 飲食            | 和味蘇                        | 主持：蘇玉華 | TVB網頁 （页面存档备份，存于） | 高清製作                 |
| 11月1日  | 10   | 自然紀錄片      | 森海尋寶                      | 主持：謝天華、徐子珊、翟威廉、彭慧中 旁白：陳永業 | TVB網頁 （页面存档备份，存于） | 43周年台慶節目／高清製作 |
| 11月7日  | 5    | 旅遊            | 以諾遊踪 - 希臘保羅疾風之旅     | 主持：林以諾、羅志強、羅慧娟、黃智賢、廖雯珊 旁白：鄭子誠 | TVB網頁 （页面存档备份，存于） | 高清製作                 |
| 11月13日 | 4    | 幽默            | 荃加福祿壽玩轉台慶            | 主持：汪明荃、阮兆祥、王祖藍、李思捷 | TVB網頁 （页面存档备份，存于） | 43周年台慶節目／高清製作 |
| 11月14日 | 2    | 旅遊            | 新美麗新加坡                  | 主持：陳庭欣、莊思明、李雪瑩、周志文、周志康、蕭正楠、王浩信、張秀文 | TVB網頁 （页面存档备份，存于） | 高清製作                 |
| 11月15日 | 19   | 飲食            | 為食一條街                    | 主持：林澄光、高海寧、陳敏之、呂慧儀、沈卓盈、馬 賽、張嘉兒 | TVB網頁 （页面存档备份，存于） | 高清製作                 |
| 11月28日 | 7    | 資訊            | 龍騰天下                      | 主持：MC Jin、歐錦棠 | TVB網頁 （页面存档备份，存于） | 高清製作                 |
| 12月13日 | 19   | 資訊遊戲        | 千奇百趣Winter Fun            | 主持：森 美、阮小儀 旁白：林保全、雷碧娜 | TVB網頁 （页面存档备份，存于） | 高清製作                 |
| 12月18日 | 8    | 住宅資訊        | 宜室宜居有辦法                | 主持：錢嘉樂、金剛、張雪芹 |                                | 高清製作                 |
| 12月19日 | 4    | 歌唱選秀        | TVB全球華人新秀歌唱大賽2010   | 主持：森美、金剛 | TVB網頁 （页面存档备份，存于） | 高清製作                 |
| 12月25日 | 1    | 娛樂新聞回顧    | 2010八味娛樂圈                | 主持：宋熙年、陳倩揚、麥皓兒 | TVB網頁 （页面存档备份，存于） |                          |

## 2011年
| 首播日期 | 集數 | 類別          | 節目名稱                    | 主持/演出/旁白                                               | 官方網頁                       | 備註                               |
| -------- | ---- | ------------- | --------------------------- | ------------------------------------------------------------ | ------------------------------ | ---------------------------------- |
| 1月1日   | 2    | 音樂          | 玩轉勁歌30年                | 主持：崔建邦、羅敏莊                                         | TVB網頁 （页面存档备份，存于） | 高清製作                           |
| 1月2日   | 1    | 幽默          | 詹Sir踩過界                 | 主持：詹瑞文                                                 | TVB網頁 （页面存档备份，存于） | 高清製作                           |
| 1月10日  | 10   | 旅遊          | 紅葉瀛風                    | 主持：楊思琦、溫家偉、湯寶珍                                 | TVB網頁 （页面存档备份，存于） | 高清製作                           |
| 1月23日  | 12   | 遊戲/娛樂清談 | 心有靈犀                    | 主持：曾華倩、田蕊妮                                         | TVB網頁 （页面存档备份，存于） | 高清製作                           |
| 1月23日  | 8    | 個人回顧      | 我的2010                    | 旁白：陳永業                                                 | TVB網頁 （页面存档备份，存于） | 高清製作                           |
| 1月23日  | 1    | 音樂特輯      | 鄭伊健Beautiful Life        | 演出：鄭伊健                                                 | TVB網頁 （页面存档备份，存于） | 高清製作                           |
| 1月24日  | 5    | 賀年          | 我愛香港過新年              | 主持：曾志偉                                                 | TVB網頁 （页面存档备份，存于） | 高清製作                           |
| 1月30日  | 1    | 音樂特輯      | 周慧敏·最愛V25              | 主持：黃宇詩 演出：周慧敏                                    | TVB網頁 （页面存档备份，存于） | 高清製作                           |
| 1月31日  | 1    | 賀年          | 我愛香港大團圓              | 主持：陳芷菁                                                 | TVB網頁 （页面存档备份，存于） | 高清製作                           |
| 1月31日  | 9    | 勵志          | 香港精神                    |                                                              |                                | 高清製作                           |
| 2月1日   | 2    | 賀年飲食      | 新春招牌菜（第二輯）        | 主持：商天娥、鄭嘉雯                                         | TVB網頁 （页面存档备份，存于） | 高清製作                           |
| 2月6日   | 6    | 資訊          | 聲識．藝傳．林家聲          | 主持：鄧梓峰                                                 | TVB網頁 （页面存档备份，存于） | 高清製作                           |
| 2月12日  | 16   | 住宅資訊      | 更上一層樓                  | 主持：鄭裕玲、鄧上文、梁嘉琪、楊天經                         | TVB網頁 （页面存档备份，存于） | 高清製作                           |
| 2月13日  | 6    | 旅遊/宗教     | 以諾遊蹤 - 保羅勇闖高峰之旅 | 主持：林以諾、李詩韻、何基佑                                 | TVB網頁 （页面存档备份，存于） | 高清製作                           |
| 2月14日  | 30   | 勵志          | 霎時感動（第二輯）          | 主持：參見《霎時感動》每集嘉賓                               | TVB網頁 （页面存档备份，存于） | 高清製作                           |
| 2月20日  | 15   | 飲食          | 李純恩大食遊                | 主持：李純恩                                                 | TVB網頁 （页面存档备份，存于） | 高清製作                           |
| 2月21日  | 10   | 玄學          | 香港有運行                  | 主持：葉翠翠、楊思琦                                         | TVB網頁 （页面存档备份，存于） | 高清製作                           |
| 2月27日  | 18   | 遊戲          | 華麗明星賽                  | 主持：草 蜢                                                  | TVB網頁 （页面存档备份，存于） | 高清製作                           |
| 3月7日   | 5    | 旅遊          | 現代塵世美（第五輯）        | 主持：王祖藍                                                 | TVB網頁 （页面存档备份，存于） | 高清製作                           |
| 3月14日  | 28   | 資訊遊戲      | 正識第一（第二輯）          | 主持：馬浚偉                                                 | TVB網頁 （页面存档备份，存于） | 高清製作                           |
| 3月20日  | 6    | 資訊          | 大三峽                      | 主持：王 喜 旁白：陳永業                                     | TVB網頁 （页面存档备份，存于） | 高清製作                           |
| 4月2日   | 13   | 魔術選秀      | 魔法擂台                    | 主持：森 美                                                  | TVB網頁 （页面存档备份，存于） | 高清製作                           |
| 4月3日   | 6    | 生活資訊      | 午夜出動                    | 主持：高海寧、張美妮、麥皓兒                                 | TVB網頁 （页面存档备份，存于） | 高清製作                           |
| 4月18日  | 5    | 港姐          | 美麗抉擇                    |                                                              |                                | 高清製作                           |
| 5月1日   | 6    | 旅遊          | 世界遺產名錄 飛越丹霞       | 主持：黃智賢、何傲兒 旁白：陳永業                            | TVB網頁 （页面存档备份，存于） | 高清製作                           |
| 5月3日   | 29   | 飲食          | 街坊廚神                    | 主持：阮小儀、金 剛                                          | TVB網頁 （页面存档备份，存于） | 高清製作                           |
| 5月8日   | 12   | 娛樂清談      | 吹水同鄉會                  | 主持：葛民輝                                                 | TVB網頁 （页面存档备份，存于） | 高清製作                           |
| 5月14日  | 15   | 飲食/烹飪遊戲 | 大廚出馬（第二輯）          | 主持：馬浚偉                                                 | TVB網頁 （页面存档备份，存于） | 高清製作                           |
| 6月4日   | 11   | 資訊/訪談     | 大凶兆                      | 主持：李燦榮、張可頤                                         | TVB網頁 （页面存档备份，存于） | 高清製作，又名：大凶兆2012末日天機 |
| 6月12日  | 4    | 旅遊          | 世界遺產名錄 天地之中       | 主持：敖嘉年 旁白：陳永業                                    | TVB網頁 （页面存档备份，存于） | 高清製作                           |
| 6月12日  | 15   | 飲食          | 為食總司令（第二輯）        | 主持：黃永幟、陳庭欣、高海寧、楊秀惠                         | TVB網頁 （页面存档备份，存于） | 高清製作                           |
| 6月12日  | 1    | 旅遊          | 純·晴·北海道                | 主持：李亞男                                                 | TVB網頁 （页面存档备份，存于） | 高清製作                           |
| 6月13日  | 20   | 玄學          | 香港玄案                    | 主持：李丞責、陳敏之、劉倩婷、朱維德                         | TVB網頁 （页面存档备份，存于） | 高清製作                           |
| 6月18日  | 13   | 寵物資訊      | 寵愛有家                    | 主持：鄧健泓、楊思琦                                         | TVB網頁 （页面存档备份，存于） | 高清製作                           |
| 6月26日  | 2    | 旅遊          | 楊千嬅優遊海口              | 主持：楊千嬅、苟芸慧、劉浩龍                                 |                                | 高清製作                           |
| 7月3日   | 18   | 遊戲          | 變身男女Chok Chok Chok      | 主持：伍詠薇、阮兆祥 旁白：陳欣                              | TVB網頁 （页面存档备份，存于） | 高清製作                           |
| 7月11日  | 5    | 旅遊          | 獎門人暑假旅行團            | 主持：曾志偉                                                 | TVB網頁 （页面存档备份，存于） | 高清製作                           |
| 7月11日  | 5    | 港男          | 香港先生霎時感動            | 主持：2011香港先生選舉參賽者、陳奐仁                         |                                | 高清製作                           |
| 7月17日  | 10   | 資訊          | 香港演義                    | 主持：王 喜、張秀文                                          | TVB網頁 （页面存档备份，存于） | 高清製作                           |
| 7月18日  | 5    | 港姐          | 美麗登台                    | 主持：蕭正楠、黎諾懿、袁偉豪、羅仲謙                         | TVB網頁 （页面存档备份，存于） | 高清製作                           |
| 7月23日  | 7    | 武術選秀      | 功夫新星                    | 主持：錢嘉樂、歐陽靖                                         | TVB網頁 （页面存档备份，存于） | 高清製作                           |
| 7月25日  | 5    | 旅遊          | 感動時刻                    | 主持：蘇玉華                                                 | TVB網頁 （页面存档备份，存于） | 高清製作                           |
| 7月31日  | 1    | 幽默          | 福祿壽放暑假                | 主持：阮兆祥、王祖藍、李思捷                                 | TVB網頁 （页面存档备份，存于） | 高清製作                           |
| 8月1日   | 30   | 資訊遊戲      | 千奇百趣省港澳              | 主持：森 美、阮小儀 旁白：林保全                             | TVB網頁 （页面存档备份，存于） | 高清製作                           |
| 8月14日  | 16   | 歌唱選秀      | 超級巨聲3                   | 主持：森 美、田蕊妮                                          | TVB網頁 （页面存档备份，存于） | 高清製作                           |
| 9月13日  | 4    | 飲食          | 怒食街頭                    | 主持：滕麗名、林子善                                         | TVB網頁 （页面存档备份，存于） | 高清製作                           |
| 9月19日  | 4    | 資訊          | 辛亥足跡                    | 主持：歐陽偉豪、宋熙年                                       | TVB網頁 （页面存档备份，存于） | 高清製作                           |
| 9月19日  | 5    | 旅遊          | 關西風雨．晴                | 主持：唐詩詠、岑麗香                                         | TVB網頁 （页面存档备份，存于） | 高清製作                           |
| 9月26日  | 29   | 健康資訊      | 健康奇案錄（第二輯）        | 主持：謝天華、吳家樂、陳美妤                                 | TVB網頁 （页面存档备份，存于） | 高清製作                           |
| 10月2日  | 157  | 音樂          | 360˚                        | 主持：何雁詩、吳業坤、胡鴻鈞、周志康、鄧小巧、黃榮燊、林秀怡 | TVB網頁 （页面存档备份，存于） |                                    |
| 10月9日  | 3    | 飲食          | 京都蘇GOOD                  | 主持：蘇施黄                                                 | TVB網頁 （页面存档备份，存于） | 高清製作                           |
| 10月15日 | 14   | 飲食          | 香港美食100強               | 主持：歐陽靖、林穎彤、張莉莎、朱希敏                         | TVB網頁 （页面存档备份，存于） | 高清製作                           |
| 10月17日 | 7    | 旅遊          | 西湖                        | 主持：周志文、周志康                                         | TVB網頁 （页面存档备份，存于） | 高清製作                           |
| 10月26日 | 2    | 旅遊          | 魅力海南島                  | 主持：朱晨麗、朱希敏、許亦妮、梁麗翹、陳國峰                 | TVB網頁 （页面存档备份，存于） | 高清製作                           |
| 11月6日  | 22   | 飲食          | May姐有請（第一輯）         | 主持：馮美基、曾華倩                                         | TVB網頁 （页面存档备份，存于） | 高清製作                           |
| 11月7日  | 15   | 紀錄片        | 水之源                      | 主持：黃宗澤、許廷鏗、林欣彤 旁白：鄭子誠                    | TVB網頁 （页面存档备份，存于） | 44周年台慶節目／高清製作           |
| 11月28日 | 5    | 法律遊戲      | 知法守法                    | 主持：鄭裕玲                                                 | TVB網頁 （页面存档备份，存于） | 高清製作                           |
| 12月5日  | 10   | 資訊          | 香港演義（第二輯）          | 主持：陳智燊、許亦妮                                         | TVB網頁 （页面存档备份，存于） | 高清製作                           |
| 12月6日  | 24   | 飲食          | 甜姐兒                      | 主持：徐淑敏、黃山怡、丁樂鍶 旁白：翟耀輝                    | TVB網頁 （页面存档备份，存于） | 高清製作                           |
| 12月11日 | 3    | 幽默          | 福祿壽大假光臨              | 主持：阮兆祥、王祖藍、李思捷                                 | TVB網頁 （页面存档备份，存于） | 高清製作                           |
| 12月25日 | 1    | 娛樂新聞回顧  | 繽Fun娛樂大派對             | 主持：森 美、宋熙年、麥皓兒                                  | TVB網頁 （页面存档备份，存于） | 高清製作                           |

## 2012年
除特別注明外，均為高清製作
| 首播日期 | 集數 | 類別          | 節目名稱                  | 主持/演出/旁白 | 官方網頁                       | 備註                            |
| -------- | ---- | ------------- | ------------------------- | --- | ------------------------------ | ------------------------------- |
| 1月4日   | 13   | 資訊          | 開館有益                  | 主持：胡諾言、陳美詩                                                                                                  | TVB網頁 （页面存档备份，存于） |                                 |
| 1月9日   | 10   | 飲食          | 勁食日本一                | 主持：何傲兒、張慧雯、關婉珊、林溥來                                                                                  | TVB網頁 （页面存档备份，存于） |                                 |
| 1月21日  | 6    | 個人回顧      | 我的2011                  | 旁白：敖嘉年 | TVB網頁 （页面存档备份，存于） |                                 |
| 1月24日  | 4    | 賀年飲食      | 新春自家菜（第一輯）      | 主持：麥長青、江欣燕、吳業坤、曾志偉、毛舜筠                                                                          | TVB網頁 （页面存档备份，存于） |                                 |
| 1月30日  | 20   | 遊戲          | 登登登對                  | 主持：曾華倩、林盛斌                                                                                                  | TVB網頁 （页面存档备份，存于） |                                 |
| 2月19日  | 17   | 遊戲          | 五覺大戰                  | 主持：錢嘉樂、洪天明、金 剛 演出：白 雲、張嘉汶、蔡慧欣、馮秀華、黃梓柔、胡中慧、劉蔚萱、陳芷尤 旁白：蘇強文          | TVB網頁 （页面存档备份，存于） |                                 |
| 2月20日  | 6    | 自然紀錄片    | 黑龍江                    | 主持：敖嘉年、岑麗香                                                                                                  | TVB網頁 （页面存档备份，存于） |                                 |
| 2月25日  | 14   | 資訊遊戲      | 千奇百趣高B班             | 主持：森 美、阮小儀 演出：李偉健、陳亭嘉 旁白：林保全、雷碧娜                                                         | TVB網頁 （页面存档备份，存于） |                                 |
| 2月25日  | 7    | 資訊遊戲      | 世界衝擊影像社            | 主持：麥長青、許亦妮 旁白：陳廷軒                                                                                     | TVB網頁 （页面存档备份，存于） |                                 |
| 2月26日  | 12   | 娛樂清談      | 三個女人一個墟            | 主持：蒙嘉慧、呂慧儀、卓韻芝                                                                                          | TVB網頁 （页面存档备份，存于） |                                 |
| 2月27日  | 10   | 財經遊戲      | 財智達人II                | 主持：鄭裕玲 | TVB網頁 （页面存档备份，存于） |                                 |
| 3月11日  | 11   | 旅遊/飲食     | 品味咖啡（第二輯）        | 主持：陳 豪 | TVB網頁 （页面存档备份，存于） |                                 |
| 3月12日  | 5    | 旅遊          | 嘯後瀛風                  | 主持：曾志偉、裕 美、翟威廉                                                                                           | TVB網頁 （页面存档备份，存于） |                                 |
| 3月20日  | 14   | 飲食          | 靚人靚湯                  | 主持：陳芷菁、姚子羚                                                                                                  | TVB網頁 （页面存档备份，存于） |                                 |
| 3月31日  | 2    | 資訊          | 災後啟示錄                | 主持：陳倩揚 | TVB網頁 （页面存档备份，存于） |                                 |
| 4月2日   | 4    | 人物傳記資訊  | 細說新馬                  | 旁白：鄭子誠 | TVB網頁 （页面存档备份，存于） | 標清製作                        |
| 4月4日   | 4    | 飲食          | 大韓好Kimchi              | 主持：宋芝齡、袁嘉敏                                                                                                  | TVB網頁 （页面存档备份，存于） |                                 |
| 4月9日   | 10   | 真人秀        | 盛女愛作戰                | 旁白：蘇玉華 | TVB網頁 （页面存档备份，存于） | 標清製作                        |
| 4月14日  | 3    | 娛樂清談      | 盛女駕到                  | 主持：陳芷菁、卓韻芝、蒙嘉慧、呂慧儀                                                                                  | TVB網頁 （页面存档备份，存于） |                                 |
| 4月21日  | 2    | 旅遊/宗教     | 同願同行                  | 主持：李丞責、劉倩婷                                                                                                  |                                |                                 |
| 4月22日  | 13   | 飲食          | 食得峰騷                  | 主持：蘇民峰、溫家偉                                                                                                  | TVB網頁 （页面存档备份，存于） |                                 |
| 4月23日  | 29   | 資訊遊戲      | 700萬人的數字             | 主持：鄭裕玲、農 夫                                                                                                   | TVB網頁 （页面存档备份，存于） |                                 |
| 4月30日  | 10   | 資訊          | 澳門足跡                  | 主持：林溥來、劉思希                                                                                                  | TVB網頁 （页面存档备份，存于） |                                 |
| 6月4日   | 19   | 旅遊          | 回鄉                      | 主持：王祖藍、胡 楓、湯盈盈、許廷鏗、關心妍、陳偉霆、林欣彤、周志文、周志康、楊思琦 旁白：余宜發                      | TVB網頁 （页面存档备份，存于） |                                 |
| 6月6日   | 13   | 資訊          | 樓上有寶                  | 主持：楊愛瑾、黎國輝、蘇頌輝                                                                                          | TVB網頁 （页面存档备份，存于） |                                 |
| 6月16日  | 10   | 飲食          | 食力派（第一輯）          | 主持：張景淳、張秀文（無綫版）；Pornsak（原版）、游茛維（粵語配音）                                                   | TVB網頁 （页面存档备份，存于） | 原名《食在好源頭》／標清製作    |
| 7月1日   | 16   | 旅遊          | 快樂地圖                  | 主持：草 蜢、鄭伊健、黎耀祥、王祖藍、譚詠麟 旁白：林珊珊                                                              | TVB網頁 （页面存档备份，存于） |                                 |
| 7月8日   | 16   | 遊戲          | 環遊世界明星賽            | 主持：草 蜢 演出：曾 敏、甄敏婷、楊斯雅、曾建怡 旁白：蘇強文                                                          | TVB網頁 （页面存档备份，存于） |                                 |
| 7月9日   | 6    | 旅遊          | 小島怡情                  | 主持：許亦妮、袁偉豪                                                                                                  | TVB網頁 （页面存档备份，存于） |                                 |
| 7月14日  | 2    | 港姐          | 2012香港小姐競選 選戰英倫 | 主持：陳百祥 | TVB網頁 （页面存档备份，存于） |                                 |
| 7月23日  | 15   | 幽默          | 玩轉三周1/2               | 主持：林曉峰、許亦妮、金 剛、蕭正楠、吳家樂                                                                           | TVB網頁 （页面存档备份，存于） |                                 |
| 7月28日  | 14   | 飲食          | 珍情品味                  | 主持：戚美珍 | TVB網頁 （页面存档备份，存于） |                                 |
| 7月29日  | 15   | 飲食/烹飪遊戲 | 皆大歡喜之溏心風暴        | 主持：薛家燕、阮兆祥 旁白：陳欣、潘文柏                                                                               | TVB網頁 （页面存档备份，存于） |                                 |
| 8月13日  | 5    | 真人秀        | 迎海尋珍奪寶              | 主持：鄭裕玲 |                                |                                 |
| 8月20日  | 5    | 人物傳記      | 羅文·歌在人心             | 主持：黎耀祥 | TVB網頁 （页面存档备份，存于） | 標清製作                        |
| 8月20日  | 35   | 資訊遊戲      | 千奇百趣東南亞            | 主持：森 美、阮小儀 演出：易智遠、何遠東、吳曠利、馮秀華、楊家輝、林家冰、黃暐絜、溫慧茵、潘毖伶、曾耀祖 旁白：林保全 | TVB網頁 （页面存档备份，存于） | 合拍節目（馬來西亞Astro華麗台） |
| 8月26日  | 15   | 飲食          | 夜宵磨（第一輯）          | 主持：江欣燕、范振鋒、周國賢                                                                                          | TVB網頁 （页面存档备份，存于） |                                 |
| 9月22日  | 1    | 資訊          | 人蔘解密                  | 主持：胡諾言、陳 琪、鄧小巧                                                                                           | TVB網頁 （页面存档备份，存于） |                                 |
| 9月22日  | 17   | 住宅資訊      | 更上一層樓                | 主持：曾華倩、龔嘉欣、許家傑                                                                                          | TVB網頁 （页面存档备份，存于） |                                 |
| 9月30日  | 18   | 資訊          | 一手造成                  | 主持：宋熙年、梁嘉琪、崔建邦                                                                                          | TVB網頁 （页面存档备份，存于） |                                 |
| 10月7日  | 4    | 娛樂清談      | 爆足一周                  | 主持：查小欣、莊思敏、黎國輝、張明偉、翟浩然                                                                          | TVB網頁 （页面存档备份，存于） | 45周年台慶推介                  |
| 10月8日  | 20   | 娛樂清談      | 最佳男主角（第一輯）      | 主持：黎芷珊 | TVB網頁 （页面存档备份，存于） | 45周年台慶推介                  |
| 10月13日 | 7    | 飲食紀錄片    | 舌尖上的中國（第一季）    | 主持：鍾景輝 | TVB網頁 （页面存档备份，存于） | 45周年台慶推介                  |
| 10月20日 | 4    | 幽默          | 萬千升呢福祿壽            | 主持：阮兆祥、王祖藍、李思捷                                                                                          | TVB網頁 （页面存档备份，存于） | 45周年台慶推介                  |
| 11月5日  | 10   | 紀錄片        | 走過烽火大地              | 主持：洪永城 | TVB網頁 （页面存档备份，存于） | 45周年台慶獻禮                  |
| 11月18日 | 18   | 飲食          | 街坊廚神食四方            | 主持：阮小儀、金 剛 演出：蔡慧欣、溫家偉、梁麗瑩、陳國峰、關婉珊、吳業坤 旁白：雷碧娜                                 | TVB網頁 （页面存档备份，存于） |                                 |
| 11月18日 | 26   | 玄學          | 順峰順水                  | 主持：蘇民峰、高海寧、何傲兒、袁嘉敏、彭慧中、岑杏賢、梁嘉琪                                                          | TVB網頁 （页面存档备份，存于） |                                 |
| 11月19日 | 23   | 歷史/幽默     | 瘋狂歷史補習社            | 主持：鍾景輝 演出：參見條目 旁白：張炳強                                                                              | TVB網頁 （页面存档备份，存于） |                                 |
| 11月25日 | 2    | 人物傳記資訊  | 美麗荃說                  | 主持：汪明荃 | TVB網頁 （页面存档备份，存于） |                                 |
| 11月25日 | 20   | 遊戲          | 決戰一分鐘                | 主持：李克勤 演出：林穎彤、黃心穎 旁白：林元春                                                                        | TVB網頁 （页面存档备份，存于） |                                 |
| 12月24日 | 15   | 健康資訊      | 體通體透                  | 主持：歐錦棠、黎芷珊、郭田葰、張秀文 演出：參見條目                                                                   | TVB網頁 （页面存档备份，存于） |                                 |
| 12月29日 | 1    | 娛樂新聞回顧  | Fun Fun娛樂大派對         | 主持：古明華、黎芷珊                                                                                                  | TVB網頁 （页面存档备份，存于） | 標清製作                        |

## 2013年
除特別注明外，均為高清製作
| 首播日期 | 集數 | 類別                | 節目名稱                              | 主持/演出/旁白 | 官方網頁                       | 備註           |
| -------- | ---- | ------------------- | ------------------------------------- | --- | ------------------------------ | -------------- |
| 1月5日   | 1    | 音樂特輯            | 得閒講 德嫻唱                         | 演出：葉德嫻 | TVB網頁 （页面存档备份，存于） |                |
| 1月6日   | 7    | 個人回顧            | 我的2012                              | 旁白：林映輝、陳永業 | TVB網頁 （页面存档备份，存于） |                |
| 1月14日  | 15   | 飲食                | 搵食                                  | 主持：肥 媽 | TVB網頁 （页面存档备份，存于） |                |
| 2月2日   | 3    | 愛情遊戲/清談       | 滿Fun情趣鬥登對                       | 主持：曾華倩、林曉峰 旁白：葉振聲、黃啟昌                                                                                         | TVB網頁 （页面存档备份，存于） |                |
| 2月4日   | 10   | 賀年飲食            | 新春自家菜（第二輯）                  | 主持：郭晉安、陳敏之、黃山怡 旁白：余欣沛                                                                                         | TVB網頁 （页面存档备份，存于） |                |
| 2月18日  | 20   | 旅遊                | 叻哥遊世界                            | 主持：陳百祥 | TVB網頁 （页面存档备份，存于） |                |
| 2月24日  | 5    | 回顧/訪談           | 沙士十年                              | 主持：陳芷菁 | TVB網頁 （页面存档备份，存于） |                |
| 3月9日   | 5    | 飲食                | 一級美味                              | 主持：周汶錡 演出：陳潔玲、陳華鑫                                                                                                 | TVB網頁 （页面存档备份，存于） |                |
| 3月18日  | 20   | 技藝比賽            | 演嘢                                  | 主持：張繼聰、商天娥 旁白：蘇強文                                                                                                 | TVB網頁 （页面存档备份，存于） |                |
| 3月31日  | 5    | 人物傳記資訊        | 哥·聲·魅·影 張國榮                    | 旁白：鄭丹瑞 | TVB網頁 （页面存档备份，存于） |                |
| 4月7日   | 13   | 飲食                | 夜宵磨（第二輯）                      | 主持：江欣燕、范振鋒、王梓軒 | TVB網頁 （页面存档备份，存于） |                |
| 4月15日  | 10   | 旅遊                | 走過浮華大地                          | 主持：洪永城、黃翠如、湯洛雯 | TVB網頁 （页面存档备份，存于） |                |
| 4月20日  | 54   | 生活資訊            | 學是學非（第一輯）                    | 主持：梁嘉琪、李佳芯、黃心穎、麥美恩                                                                                              | TVB網頁 （页面存档备份，存于） |                |
| 4月20日  | 7    | 幽默                | 玩嘢王                                | 主持：李思捷 旁白：陳永信 | TVB網頁 （页面存档备份，存于） |                |
| 4月21日  | 27   | 飲食                | May姐有請（第二輯）                   | 主持：馮美基、楊思琦、沈卓盈、胡諾言                                                                                              | TVB網頁 （页面存档备份，存于） |                |
| 4月29日  | 24   | 飲食                | 食平D                                 | 主持：肥 媽、陸浩明 | TVB網頁 （页面存档备份，存于） |                |
| 5月5日   | 12   | 資訊                | 畫時代                                | 旁白：崔建邦 | TVB網頁 （页面存档备份，存于） |                |
| 5月13日  | 59   | 勵志                | 霎時感動（第三輯）                    | 主持：參見《霎時感動》每集嘉賓 | TVB網頁 （页面存档备份，存于） |                |
| 5月26日  | 31   | 遊戲                | 超級無敵獎門人 終極篇                 | 主持：曾志偉、錢嘉樂、林曉峰、阮兆祥、金 剛、江欣燕、陳小春、王祖藍、王志安、蘭 茜 演出：陳華鑫、何廣沛、譚永浩、梁 茵 旁白：陳欣 | TVB網頁 （页面存档备份，存于） |                |
| 6月3日   | 5    | 真人秀              | 極地狂奔                              | 主持：梁烈唯、黃德斌 | TVB網頁 （页面存档备份，存于） |                |
| 6月10日  | 15   | 真人秀              | 求愛大作戰                            | 主持：陳莉敏 | TVB網頁 （页面存档备份，存于） |                |
| 6月15日  | 2    | 旅遊                | 最瀛自由行                            | 主持：翟威廉、呂慧儀 | TVB網頁 （页面存档备份，存于） |                |
| 7月1日   | 5    | 遊戲                | 反斗紅星放暑假 長隆旅遊度假區非常任務 | 演出：參見條目 旁白：陳永信 | TVB網頁 （页面存档备份，存于） |                |
| 7月7日   | 13   | 歌唱選秀            | 星夢傳奇                              | 主持：鄭裕玲、崔建邦 旁白：蘇強文                                                                                                 | TVB網頁 （页面存档备份，存于） |                |
| 7月8日   | 5    | 遊戲                | 反斗紅星放暑假 迪士尼非常任務         | 演出：參見條目 旁白：陳永信 | TVB網頁 （页面存档备份，存于） |                |
| 7月13日  | 10   | 寵物資訊            | 寵愛wakaka                            | 主持：薛家燕、林盛斌、呂慧儀 | TVB網頁 （页面存档备份，存于） |                |
| 7月13日  | 10   | 兒童真人秀          | 小B大任務                             | 主持：林曉峰、周家蔚、曾華倩 旁白：招世亮                                                                                         | TVB網頁 （页面存档备份，存于） |                |
| 7月15日  | 25   | 資訊遊戲            | 千奇百趣玩FREE D                      | 主持：森 美、阮小儀 旁白：林保全、雷碧娜                                                                                          | TVB網頁 （页面存档备份，存于） |                |
| 7月20日  | 6    | 飲食紀錄片          | 湘當韻味                              | 旁白：張炳強 | TVB網頁 （页面存档备份，存于） |                |
| 7月28日  | 8    | 資訊                | 打好基本工                            | 旁白：陳永業 | TVB網頁 （页面存档备份，存于） |                |
| 8月12日  | 1    | 資訊                | 蟲草解密                              | 主持：胡諾言、陳 琪、吳業坤 |                                |                |
| 8月19日  | 5    | 港姐                | 香港小姐競選 漫遊世界                 | 主持：2013香港小姐競選參賽者 | TVB網頁 （页面存档备份，存于） |                |
| 8月26日  | 10   | 旅遊                | 走過浮華大地 亞洲篇                   | 主持：洪永城、黃翠如 | TVB網頁 （页面存档备份，存于） |                |
| 9月9日   | 15   | 旅遊/遊戲           | 度身訂造旅行團                        | 主持：黃山怡、黃心穎、朱千雪 嘉賓主持：金 剛 演出：鍾嘉欣、譚詠麟、鄭伊健、周秀娜 旁白：鄭丹瑞                                    | TVB網頁 （页面存档备份，存于） |                |
| 9月16日  | 20   | 資訊                | 代代接班人                            | 主持：李璧琦、楊愛瑾、崔建邦 | TVB網頁 （页面存档备份，存于） |                |
| 9月18日  | 25   | 資訊                | 廠出新天地                            | 主持：林欣彤、周奕瑋、陳華鑫、林穎彤                                                                                              | TVB網頁 （页面存档备份，存于） |                |
| 9月30日  | 35   | 娛樂清談            | 最佳女主角                            | 主持：黎芷珊 | TVB網頁 （页面存档备份，存于） | 46周年台慶獻禮 |
| 10月19日 | 5    | 資訊                | 超級工程（第一季）                    | 主持：陳芷菁 | TVB網頁 （页面存档备份，存于） | 46周年台慶獻禮 |
| 10月20日 | 13   | 巴西世界盃/資訊遊戲 | 玩轉世界盃                            | 主持：吳家樂、黎國輝、陳國峰、何傲兒、李思雅、張秀文                                                                              | TVB網頁 （页面存档备份，存于） |                |
| 11月3日  | 36+1 | 飲食                | 吾淑吾食（第一輯）                    | 主持：黃淑儀 嘉賓主持：黎志安 | TVB網頁 （页面存档备份，存于） |                |
| 11月3日  | 9    | 兒童真人秀          | 萬里尋爸（第一輯）                    | 主持：鄭丹瑞、姚嘉妮 旁白：蘇強文、朱妙蘭                                                                                         | TVB網頁 （页面存档备份，存于） |                |
| 11月9日  | 4    | 魔術真人秀          | 街頭魔法王                            | 主持：林盛斌、泰 臣、方力申、萬綺雯 嘉賓主持：甄澤權、李行齊 旁白：陳卓智、陳廷軒                                                 | TVB網頁 （页面存档备份，存于） | 46周年台慶獻禮 |
| 11月9日  | 1    | 旅遊                | 最瀛自由行·北陸                       | 主持：翟威廉、高海寧 | TVB網頁 （页面存档备份，存于） |                |
| 11月16日 | 1    | 旅遊                | 最瀛自由行·四國                       | 主持：翟威廉、高海寧 | TVB網頁 （页面存档备份，存于） |                |
| 11月18日 | 10   | 旅遊                | 三個小生去旅行                        | 主持：胡 楓、謝 賢、Joe Junior | TVB網頁 （页面存档备份，存于） | 46周年台慶獻禮 |
| 12月2日  | 5    | 設計資訊            | 神級手作                              | 主持：胡杏兒、鄭俊弘 旁白：鄭麗麗                                                                                                 |                                |                |
| 12月9日  | 6    | 真人秀              | 爸B也Upgrade                          | 演出：林盛斌、胡諾言、林子博、章志文、李霖恩 旁白：張繼聰                                                                         | TVB網頁 （页面存档备份，存于） |                |
| 12月17日 | 2    | 娛樂清談            | 萬千星輝頒獎典禮 王者駕到             | 主持：黎芷珊、朱凱婷 | TVB網頁 （页面存档备份，存于） |                |
| 12月23日 | 18   | 健康資訊            | 守護生命的故事                        | 主持：吳啟華 旁白：陸惠玲 | TVB網頁 （页面存档备份，存于） |                |
| 12月28日 | 1    | 娛樂新聞回顧        | 2013娛樂大派對                        | 旁白：林映輝、容羨媛 | TVB網頁 （页面存档备份，存于） |                |

## 2014年
除特別注明外，所有節目均為高清製作
| 首播日期 | 集數 | 類別            | 節目名稱                               | 主持/演出/旁白 | 官方網頁                       | 備註                            |
| -------- | ---- | --------------- | -------------------------------------- | --- | ------------------------------ | ------------------------------- |
| 1月4日   | 5    | 自然紀錄片      | 極南                                   | 旁白：梁烈唯、黃昕瑜 | TVB網頁 （页面存档备份，存于） |                                 |
| 1月5日   |      | 兒童            | 猩猩補習班                             | 主持：農 夫、林希靈、黃凱怡、葉冬晨、尤蔭蔭 | TVB網頁 （页面存档备份，存于） |                                 |
| 1月20日  | 13   | 賀年飲食        | 家家行運菜                             | 主持：麥長青、王君馨、吳業坤 旁白：雷碧娜 | TVB網頁 （页面存档备份，存于） |                                 |
| 1月26日  | 1    | 音樂特輯        | 小鳳·姐·有約                           | 主持：汪明荃 演出：徐小鳳 旁白：曾佩儀 | TVB網頁 （页面存档备份，存于） |                                 |
| 2月9日   | 17   | 體育            | 32強事先張揚                           | 主持：鍾志光、陳恩能、潘文迪、李偉文 嘉賓：何 輝 演出：朱千雪、譚凱琪、歐陽巧瑩、鄧佩儀 | TVB網頁 （页面存档备份，存于） |                                 |
| 2月10日  | 15   | 體育            | 別有動天                               | 旁白：陳永業 | TVB網頁 （页面存档备份，存于） |                                 |
| 2月10日  | 10   | 玄學            | 區區有運行                             | 主持：沈卓盈、林子博、江欣燕 嘉賓：姚安娜、吳佩孚、沈振盈、李丞責、麥玲玲、蘇民峰、陳子才、陳定邦、蕭鎮昇 | TVB網頁 （页面存档备份，存于） |                                 |
| 2月22日  | 2    | 資訊            | 外星人之謎                             | 主持：林盛斌、呂慧儀 嘉賓：陳雲海 | TVB網頁 （页面存档备份，存于） |                                 |
| 2月23日  | 9    | 真人秀          | 我要做老闆                             | 主持：森 美、王貽興 旁白：潘文柏、招世亮、朱子聰、蕭徽勇、葉振聲、李鎮然、陳永信 | TVB網頁 （页面存档备份，存于） |                                 |
| 2月23日  | 14   | 娛樂清談        | 燭光晚餐                               | 主持：黃秋生、黎芷珊 旁白：黃玉娟 | TVB網頁 （页面存档备份，存于） |                                 |
| 2月24日  | 20   | 真人秀          | 搵個好男人                             | 主持：阮兆祥 旁白：陳永業 | TVB網頁 （页面存档备份，存于） |                                 |
| 3月8日   | 1    | 資訊遊戲        | 世界衝擊影像社 至激版                  | 主持：陳嘉佳、陳明恩 旁白：招世亮、蔡惠萍 |                                |                                 |
| 3月22日  | 8    | 幽默/才藝選秀   | 瀛真扮嘢王                             | 主持：泰 臣 演出：陳嘉佳、沈卓盈、高海寧、何傲兒、呂慧儀、張秀文、張繼聰、麥美恩、李佳芯、王君馨、岑麗香、黃心穎 旁白：張方正、成瑤孆 |                                |                                 |
| 3月24日  | 15   | 資訊遊戲        | 年代大激鬥                             | 主持：林盛斌、安德尊、呂慧儀 旁白：盧大偉 | TVB網頁 （页面存档备份，存于） |                                 |
| 3月29日  | 10   | 飲食            | 食力派（第二輯）                       | 主持：張景淳、張秀文（無綫版）；Pornsak（原版）、游茛維（粵語配音） | TVB網頁 （页面存档备份，存于） | 原名《食在好源頭》              |
| 4月14日  | 20   | 飲食            | 食平DD                                 | 主持：肥 媽、陸浩明 | TVB網頁 （页面存档备份，存于） |                                 |
| 4月16日  | 19   | 資訊            | 活得好Easy                             | 主持：陳 煒、姚嘉妮、張美妮 嘉賓：李霖恩、林子博、張名雅、楊鎧凝、黃心穎、李佳芯、吳若希、張秀文、傅嘉莉、王敏奕、吳燕菁、安德尊、梁嘉琪、賴慰玲、陳國峰、溫家偉、翟威廉、許家傑、楊秀惠 | TVB網頁 （页面存档备份，存于） |                                 |
| 5月4日   | 11   | 真人秀          | 快樂聯盟                               | 主持：草 蜢、謝安琪、錢嘉樂、林盛斌、黃翠如、何佩珉、羅鈞滿 | TVB網頁 （页面存档备份，存于） |                                 |
| 5月12日  | 20   | 巴西世界盃/旅遊 | 走過足球聖地                           | 主持：洪永城、黃翠如 | TVB網頁 （页面存档备份，存于） |                                 |
| 5月23日  | 17   | 生活資訊        | 好在一個人                             | 主持：黎芷珊、譚玉瑛、林溥來 | TVB網頁 （页面存档备份，存于） |                                 |
| 5月26日  | 23   | 資訊            | 屢見奇工                               | 旁白：鄭世豪、陳永業 | TVB網頁 （页面存档备份，存于） |                                 |
| 6月9日   | 9    | 巴西世界盃/資訊 | 2014 FIFA 巴西世界盃-熱爆巴西          | 主持：鍾志光、潘文迪、陳恩能、何 輝、李偉文、何振然、陳貝兒、苟芸慧、鄧佩儀、張秀文、高鈞賢 | TVB網頁 （页面存档备份，存于） |                                 |
| 7月12日  | 26   | 動物紀錄片      | 智趣動物科                             | 旁白：Brent Askari（英語原聲）；麥皓豐（粵語配音） | TVB網頁 （页面存档备份，存于） |                                 |
| 7月14日  | 5    | 旅遊            | 夏·日·悠遊                             | 主持：梁烈唯、黃心穎 | TVB網頁 （页面存档备份，存于） |                                 |
| 7月19日  | 1    | 生活資訊        | 學是學非放暑假（第一輯）               | 主持：森 美、梁嘉琪、黃心穎、李佳芯、麥美恩 嘉賓：狄易達 | TVB網頁 （页面存档备份，存于） |                                 |
| 7月19日  | 9    | 魔術真人秀      | 街頭魔法王2                            | 主持：林盛斌、梁烈唯、陳嘉寶、許亦妮 嘉賓主持：黃翠如、陳敏之、楊詩敏、李詩韻、林欣彤、鄧麗欣、苟芸慧、胡定欣、黃智雯、甄澤權、李澤邦、李行齊、吳家瑋 旁白：李鎮然、李凱傑 | TVB網頁 （页面存档备份，存于） |                                 |
| 7月21日  | 10   | 遊戲            | 瘋狂夏水禮                             | 主持：林曉峰、崔建邦、蔡思貝、Mandy Lieu 嘉賓： 淼、朱千雪、吳若希、周志文、金 剛、雨 僑、洪天明、陳山聰、陳庭欣、陳嘉桓、葉翠翠、鄭敬基、謝東閔、魏焌皓、金愛妍、清穗久美子、朱敏瀚、樂 瞳、馬 賽、陳華鑫、陸浩明、周志康、何君誠、鄒文正、馮允謙、張紋嘉、黎美言、陳偉琪、劉溫馨 旁白：張裕東 | TVB網頁 （页面存档备份，存于） |                                 |
| 7月26日  | 7    | 靈異            | 區區有鬼故                             | 主持：羅 蘭、陸 永 演出：王浩信、李詩韻、沈卓盈、沈震軒、羅鈞滿、鄭俊弘、田蕊妮、袁偉豪、陳 琪、陳國峰、胡諾言、梁嘉琪、洪天明、黃智雯、黃心穎、李靜儀、洪永城、王梓軒 | TVB網頁 （页面存档备份，存于） |                                 |
| 7月27日  | 10   | 幽默真人秀      | Sunday扮嘢王                           | 主持：薛家燕、王祖藍 演出：鄭欣宜、楊詩敏、陳嘉佳、王俊棠、魯振順、王維德、鄭世豪、何遠東、張致恆、張振朗、陳明恩、李 豪、朱咪咪、何傲兒、陳芷尤、許秉珩、姚 兵、彭永琛、范振鋒、周子揚、林盛斌、沈卓盈、溫 超、劉溫馨、林穎彤、C AllStar、賴慰玲、何廣沛、泰 臣、馬蹄露、天堂鳥 旁白：黃啟昌   | TVB網頁 （页面存档备份，存于） |                                 |
| 8月4日   | 20   | 真人秀          | 沒女大翻身                             | 旁白：鄭裕玲 | TVB網頁 （页面存档备份，存于） |                                 |
| 8月6日   | 2    | 生活資訊        | 細味時代的巨輪                         | 主持：田蕊妮、蕭正楠 | TVB網頁 （页面存档备份，存于） |                                 |
| 8月20日  | 2    | 生活資訊        | 澳門回家十五年                         | 主持：宋熙年、胡諾言 | TVB網頁 （页面存档备份，存于） |                                 |
| 8月31日  | 15   | 飲食            | 女皇的盛宴                             | 主持：汪明荃、崔建邦 | TVB網頁 （页面存档备份，存于） |                                 |
| 9月1日   | 10   | 真人秀/訪談     | 香港人漂流記                           | 主持：王貽興 | TVB網頁 （页面存档备份，存于） |                                 |
| 9月15日  | 20   | 資訊遊戲        | 千奇百趣玩HIGH D                       | 主持：森 美、阮小儀 旁白：林保全 | TVB網頁 （页面存档备份，存于） |                                 |
| 9月20日  | 1    | 人物傳記/飲食   | 真情真我李英愛                         | 演出：李英愛（粵語配音：陸惠玲） 旁白：蘇玉華 | TVB網頁 （页面存档备份，存于） |                                 |
| 9月21日  | 2    | 資訊            | 7個紀錄的誕生 2014 TVB大專紀實短片比賽 | 主持：吳業坤、周奕瑋、林穎彤 | TVB網頁 （页面存档备份，存于） |                                 |
| 9月27日  | 5    | 烹飪遊戲        | 我係小廚神                             | 主持：林盛斌、黃翠如 旁白：張裕東 | TVB網頁 （页面存档备份，存于） |                                 |
| 10月13日 | 5    | 真人秀          | 爸B也Upgrade 2                         | 演出：林盛斌、胡諾言、林子博、章志文、李霖恩 | TVB網頁 （页面存档备份，存于） |                                 |
| 10月18日 | 12   | 飲食            | 12道鋒味（第一季）                     | 主持：謝霆鋒 | TVB網頁 （页面存档备份，存于） | 不設粵語配音                    |
| 10月20日 | 15   | 健康資訊        | 守護生命的故事2                        | 主持：吳啟華 旁白：陸惠玲 | TVB網頁 （页面存档备份，存于） | 47周年台慶獻禮                  |
| 10月25日 | 12   | 歌唱選秀        | 超級巨聲4                              | 主持：森 美、張繼聰、何雁詩、譚嘉儀 旁白：陳廷軒 | TVB網頁 （页面存档备份，存于） | 47周年台慶獻禮                  |
| 10月25日 | 8    | 健康資訊        | 星級健康                               | 主持：陳展鵬、陳敏之、胡定欣、陳智燊、姚子羚、黃智雯、梁烈唯、袁偉豪 | TVB網頁 （页面存档备份，存于） | 合拍節目（馬來西亞Astro華麗台） |
| 11月10日 | 15   | 真人秀          | 超齡打工假期                           | 主持：鄭裕玲、王菀之、許紹雄、梁烈維、陳百祥、譚詠麟、彭健新、田蕊妮 嘉賓主持：劉碧麗、顧芮寧 | TVB網頁 （页面存档备份，存于） | 47周年台慶獻禮                  |
| 11月15日 | 18   | 生活資訊        | 學是學非（第二輯）                     | 主持：梁嘉琪、黃心穎、李佳芯、麥美恩、湯洛雯、張秀文 | TVB網頁 （页面存档备份，存于） |                                 |
| 12月1日  | 13   | 文化資訊        | 尋謎博物館                             | 主持：蔣家旻、陸浩明、衛志豪 | TVB網頁 （页面存档备份，存于） |                                 |
| 12月16日 | 4    | 娛樂清談        | 萬千星輝頒獎典禮 王者駕到              | 主持：鄭裕玲 | TVB網頁 （页面存档备份，存于） |                                 |
| 12月22日 | 10   | 旅遊            | 這個聖誕不太冷                         | 主持：周奕瑋、胡鴻鈞、許廷鏗、吳若希、林欣彤、黎芷珊、黃曉明、許文軒、梁烈唯、王梓軒、陳國峰 | TVB網頁 （页面存档备份，存于） |                                 |
| 12月28日 | 16   | 飲食            | 明星愛廚房                             | 主持：麥長青、岑麗香 | TVB網頁 （页面存档备份，存于） |                                 |

## 2015年
除特別注明外，所有節目均為高清製作
| 首播日期 | 集數 | 類別         | 節目名稱                                | 主持/演出/旁白 | 官方網頁                       | 備註                            |
| -------- | ---- | ------------ | --------------------------------------- | --- | ------------------------------ | ------------------------------- |
| 1月5日   | 10   | 旅遊         | 流行首爾                                | 主持：杜如風 | TVB網頁 （页面存档备份，存于） |                                 |
| 1月12日  | 2125 | 兒童         | Think Big 天地                          | 主持：余德丞、林希靈、黃愷怡、黃碧蓮、李雯希、阮浩棕、單文柔、鍾君揚、馬俊傑、鍾晴、邱晴、何依婷、伍樂怡、鄧家禮、曾展望、王虹茵、徐文浩、梁敏巧、黃紫恩、吳佩隆、陳嘉慧、陳楨怡、陳煦凝、倪嘉雯 | TVB網頁 （页面存档备份，存于） |                                 |
| 1月17日  | 203  | 青年         | Y Angle                                 | 主持：周奕瑋、譚嘉儀、何廣沛、劉佩玥、陳潔玲、譚永浩、司徒瑞祈、余德丞、王舒銳、陳偉琪 | TVB網頁 （页面存档备份，存于） |                                 |
| 1月17日  | 40   | 兒童         | Think Big 大明星                        | 主持：林希靈、余德丞、黃碧蓮、黃愷怡、李雯希、阮浩棕 | TVB網頁 （页面存档备份，存于） |                                 |
| 1月18日  | 24   | 資訊         | 香港本色                                | 旁白：陳永業 | TVB網頁 （页面存档备份，存于） |                                 |
| 1月19日  | 20   | 玄學         | 民峰而至                                | 主持：蘇民峰、劉溫馨、李佳芯、鄧佩儀、張曦雯、林伊麗、何艷娟、朱智賢、黃 欣 | TVB網頁 （页面存档备份，存于） |                                 |
| 1月24日  | 26   | 動物紀錄片   | 動物大搜查（第一季）                    | 旁白：Bill Lloyd（英語原聲）；曹啟謙（粵語配音） |                                |                                 |
| 1月31日  | 1    | 娛樂新聞回顧 | 繽Fun娛樂大派對                         | 主持：林盛斌、楊詩敏 演出：張致恆、張振朗、鄭世豪、彭永琛 旁白：容羨媛、吳幸美 | TVB網頁 （页面存档备份，存于） |                                 |
| 2月1日   | 2    | 動物真人秀   | 絕世好狗                                | 主持：林盛斌、麥美恩、鄧佩儀 嘉賓主持：Justin Silver、David Donnenfeld | TVB網頁 （页面存档备份，存于） |                                 |
| 2月1日   | 32   | 幽默/清談    | 今晚睇李                                | 主持：李思捷、單立文 演出：喬寶寶 | TVB網頁 （页面存档备份，存于） |                                 |
| 2月15日  | 35   | 音樂         | Sunday靚聲王                            | 主持：汪明荃、鄭少秋、林曉峰 | TVB網頁 （页面存档备份，存于） |                                 |
| 2月16日  | 8    | 賀年資訊     | 家家有喜事                              | 主持：曾華倩、呂慧儀、張美妮、黃山怡 旁白：李鎮然 | TVB網頁 （页面存档备份，存于） |                                 |
| 3月2日   | 5    | 旅遊         | 蜜月到訪                                | 主持：王祖藍、李亞男 嘉賓：方力申、郭偉亮、葉佩雯、鄧麗欣 旁白：黃啟昌 | TVB網頁 （页面存档备份，存于） |                                 |
| 3月7日   | 3    | 資訊遊戲     | 兄弟幫決戰姊妹淘                        | 主持：陸浩明 嘉賓：王梓軒、吳業坤、梁烈唯、陳國峰、莊思敏、楊秀惠、葉翠翠 旁白：張裕東、鄭麗麗、曾佩儀、張方正                                                                                   | TVB網頁 （页面存档备份，存于） |                                 |
| 3月9日   | 15   | 健康資訊     | 你健康嗎？（第一輯）                    | 主持：鄭丹瑞、張致恒、梁嘉琪 旁白：潘文柏 | TVB網頁 （页面存档备份，存于） |                                 |
| 3月30日  | 10   | 魔術真人秀   | 至尊街頭魔法王                          | 主持：林盛斌、甄澤權、吳若希 旁白：陳廷軒 | TVB網頁 （页面存档备份，存于） |                                 |
| 4月4日   | 4    | 兒童真人秀   | 萬里尋爸（第二輯）                      | 主持：林盛斌、鄧梓峰、吳家樂 旁白：陳永業 | TVB網頁 （页面存档备份，存于） |                                 |
| 4月13日  | 10   | 娛樂清談     | 最佳男主角（第二輯）                    | 主持：黎芷珊 | TVB網頁 （页面存档备份，存于） |                                 |
| 4月26日  |      | 音樂         | 樂勢力                                  | 主持：吳業坤、伍富橋、林秀怡 | TVB網頁 （页面存档备份，存于） |                                 |
| 4月26日  | 18   | 飲食         | 街坊廚神舌戰新台韓                      | 主持：阮小儀、金 剛 旁白：雷碧娜、黃啟昌 | TVB網頁 （页面存档备份，存于） |                                 |
| 4月27日  | 40   | 飲食         | 食平3D                                  | 主持：肥 媽、陸浩明 | TVB網頁 （页面存档备份，存于） |                                 |
| 5月2日   | 4    | 兒童真人秀   | 萬里尋爸（中國篇）                      | 主持：林盛斌、鄧梓峰、吳家樂 演出：鍾鎮濤、范冰冰、陳嘉樺、阿 牛 旁白：陳永業 | TVB網頁 （页面存档备份，存于） |                                 |
| 5月2日   | 17   | 飲食         | 吾淑吾食（第二輯）                      | 主持：黃淑儀 | TVB網頁 （页面存档备份，存于） |                                 |
| 5月2日   | 4    | 旅遊         | 賞遊澳門                                | 主持：陳婉衡、何雁詩、陳潔玲、陳偉琪、歐陽巧瑩 | TVB網頁 （页面存档备份，存于） |                                 |
| 5月30日  | 7    | 旅遊         | 過節                                    | 主持：陸浩明、姚子羚、洪永城、鄭俊弘、林欣彤、周奕瑋、陳智燊、崔建邦、黃智雯 | TVB網頁 （页面存档备份，存于） |                                 |
| 6月6日   | 2    | 資訊         | Go Green世代                            | 主持：吳家樂、陳庭欣 |                                |                                 |
| 6月22日  | 10   | 健康資訊     | 食得健康嗎？                            | 主持：鄭丹瑞、張致恒、梁嘉琪 | TVB網頁 （页面存档备份，存于） |                                 |
| 7月4日   | 2    | 旅遊         | 滾動四國                                | 主持：翟威廉、張秀文 | TVB網頁 （页面存档备份，存于） |                                 |
| 7月6日   | 10   | 旅遊         | 東京攻略                                | 主持：杜如風 | TVB網頁 （页面存档备份，存于） |                                 |
| 7月11日  | 9    | 真人秀       | 難得有心人                              | 嘉賓主持：王祖藍、杜 平、張嘉兒、倫永亮、張潤衡、喬寶寶、李浩林、郭秀雲 旁白：蘇裕邦 | TVB網頁 （页面存档备份，存于） |                                 |
| 7月13日  | 40   | 動物紀錄片   | 問問MC蛛                                | 旁白：Peter Kent（英語原聲）；何璐怡（粵語配音） |                                |                                 |
| 7月20日  | 20   | 遊戲         | 超強選擇1分鐘                           | 主持：草 蜢、錢嘉樂、森 美、黃翠如 | TVB網頁 （页面存档备份，存于） |                                 |
| 7月25日  | 31   | 飲食         | 夜宵磨（第三輯）                        | 主持：江欣燕、范振鋒、樂 瞳 | TVB網頁 （页面存档备份，存于） |                                 |
| 8月8日   | 7    | 烹飪遊戲     | 我係小廚神2                             | 主持：林盛斌、黃翠如 旁白：張裕東 | TVB網頁 （页面存档备份，存于） |                                 |
| 8月17日  | 10   | 旅遊         | 4個小生去旅行                           | 主持：胡 楓、謝 賢、Joe Junior、曾 江 | TVB網頁 （页面存档备份，存于） |                                 |
| 8月30日  | 9    | 生活資訊     | 學是學非（第三輯）                      | 主持：梁嘉琪、黃心穎、李佳芯、麥美恩、湯洛雯、張秀文 | TVB網頁 （页面存档备份，存于） |                                 |
| 8月31日  | 5    | 旅遊         | 在那遙遠的地方                          | 主持：洪永城 | TVB網頁 （页面存档备份，存于） |                                 |
| 9月7日   | 20   | 健康資訊     | 活得健康嗎？                            | 主持：鄭丹瑞、梁嘉琪、張景淳 旁白：潘文柏 | TVB網頁 （页面存档备份，存于） |                                 |
| 9月12日  | 26   | 動物紀錄片   |                                         | 旁白：Sally Burtenshaw、Alexandra Smythe（英語原聲） |                                |                                 |
| 9月12日  | 1    | 資訊         | 8個紀錄的誕生 2015 TVB 大專紀實短片比賽 | 主持：周奕瑋、譚嘉儀 | TVB網頁 （页面存档备份，存于） |                                 |
| 9月14日  | 9    | 兒童真人秀   | 精伶童學會                              | 主持：黃山怡 旁白：李鎮然 | TVB網頁 （页面存档备份，存于） |                                 |
| 9月19日  | 3    | 自然紀錄片   | 天坑                                    | 主持：顏卓靈 | TVB網頁 （页面存档备份，存于） |                                 |
| 10月5日  | 49   | 娛樂新聞     | 一綫娛樂                                | 主持：周奕瑋、衛志豪、謝文欣、梁麗翹、黃煦齡、譚永浩、陳浚霆 | TVB網頁 （页面存档备份，存于） |                                 |
| 10月6日  | 10   | 資訊         | 望子成才                                | 主持：吳錫輝、馬時亨、方健儀 嘉賓主持：鄧藹霖 | TVB網頁 （页面存档备份，存于） |                                 |
| 10月8日  | 8    | 人文紀錄片   | 絲路同行                                | 旁白：陳永業 | TVB網頁 （页面存档备份，存于） | 原名《絲路，重新開始的旅程》    |
| 10月11日 | 10   | 娛樂清談     | 娛樂3兄弟（第一輯）                     | 主持：陸浩明、區永權、衛志豪 | TVB網頁 （页面存档备份，存于） |                                 |
| 10月19日 | 15   | 飲食         | 覓食台北                                | 主持：盧覓雪、區永權 | TVB網頁 （页面存档备份，存于） |                                 |
| 10月24日 |      | 兒童         | Think Big 遊學團                        | 主持：林希靈、余德丞、黃碧蓮、黃愷怡、李雯希、阮浩棕 | TVB網頁 （页面存档备份，存于） |                                 |
| 10月24日 | 10   | 飲食         | 閨密教煮                                | 主持：側 田、梁家玉 | TVB網頁 （页面存档备份，存于） | 48周年台慶獻禮                  |
| 11月1日  | 6    | 住宅資訊     | 宜室宜居有辦法（第六輯）                | 主持：錢嘉樂、林盛斌、林子博、王貽興、呂慧儀、高海寧 | TVB網頁 （页面存档备份，存于） |                                 |
| 11月9日  | 15   | 旅遊         | Do姐去Shopping                          | 主持：鄭裕玲 嘉賓主持：馬國明、鄭俊弘、梁烈唯、沈震軒、陳敏之、黃翠如、農 夫 | TVB網頁 （页面存档备份，存于） | 48周年台慶獻禮                  |
| 11月14日 | 1    | 人物傳記資訊 | 舞台下的龍劍笙                          | 演出：龍劍笙 | TVB網頁 （页面存档备份，存于） |                                 |
| 11月30日 | 10   | 真人秀       | 網絡挑機                                | 旁白：馬家豪 | TVB網頁 （页面存档备份，存于） |                                 |
| 12月3日  | 8    | 飲食         | 咬一口地球（第一輯）                    | 旁白：雷碧娜、林元春、陸惠玲 | TVB網頁 （页面存档备份，存于） |                                 |
| 12月14日 | 5    | 旅遊         | 進擊昇龍道                              | 主持：金 剛、張秀文 | TVB網頁 （页面存档备份，存于） |                                 |
| 12月19日 | 26   | 動物紀錄片   | 動物大搜查（第二季）                    | 旁白：Bill Lloyd（英語原聲）；曹啟謙（粵語配音） |                                |                                 |
| 12月21日 | 5    | 旅遊         | 這個聖誕不怕冷                          | 主持：梁嘉琪、李佳芯、麥美恩、張秀文、梁烈唯、王梓軒、陳國峰 | TVB網頁 （页面存档备份，存于） |                                 |
| 12月22日 | 9    | 真人秀       | 星級打工時代                            | 主持：陳敏之、袁偉豪、姚子羚、陳展鵬、梁烈唯、胡定欣、羅仲謙、敖嘉年、唐詩詠 | TVB網頁 （页面存档备份，存于） | 合拍節目（馬來西亞Astro華麗台） |
| 12月27日 | 1    | 娛樂新聞回顧 | 2015繽Fun娛樂大派對                     | 主持：農 夫、吳幸美 | TVB網頁 （页面存档备份，存于） |                                 |
| 12月28日 | 30   | 飲食         | 暖DD·食平D                              | 主持：肥 媽、陸浩明 | TVB網頁 （页面存档备份，存于） |                                 |

## 2016年
除特別注明外，所有節目均為高清製作
| 首播日期 | 集數    | 類別         | 節目名稱                                                                                 | 主持/演出/旁白 | 官方網頁                       | 備註           |
| -------- | ------- | ------------ | ---------------------------------------------------------------------------------------- | --- | ------------------------------ | -------------- |
| 1月3日   | 41      | 生活資訊     | 學是學非（第四輯）                                                                       | 主持：梁嘉琪、黃心穎、李佳芯、麥美恩、湯洛雯、張秀文 嘉賓主持：森 美                                                                          | TVB網頁 （页面存档备份，存于） |                |
| 1月3日   | 1       | 旅遊         | 離家出走自己友                                                                           | 主持：鄭伊健、林曉峰 | TVB網頁 （页面存档备份，存于） |                |
| 1月3日   | 1       | 幽默         | 今晚玩李                                                                                 | 主持：李思捷、單立文 | TVB網頁 （页面存档备份，存于） |                |
| 1月10日  | 1       | 娛樂/幽默    | 今晚唔睇李                                                                               | 演出：喬寶寶、袁紫僑、陳山聰 旁白：李鎮然 | TVB網頁 （页面存档备份，存于） |                |
| 1月17日  | 25      | 遊戲         | Sunday好戲王                                                                             | 主持：森 美、陳敏之 旁白：蘇強文 | TVB網頁 （页面存档备份，存于） |                |
| 1月24日  | 1       | 音樂特輯     | 肥媽開心唱音樂特輯                                                                       | 演出：肥 媽、蘇 珊、黑 妹、羅敏莊、劉偉強、泰迪羅賓                                                                                           | TVB網頁 （页面存档备份，存于） |                |
| 1月30日  | 1       | 飲食         | 街坊廚神舌戰愛情食物鏈                                                                   | 主持：阮小儀、金 剛 旁白：雷碧娜 | TVB網頁 （页面存档备份，存于） |                |
| 1月31日  | 1       | 旅遊         | 東京攻略の新年番外篇                                                                     | 主持：杜如風 | TVB網頁 （页面存档备份，存于） |                |
| 2月4日   | 18      | 資訊         | 敢創·香港                                                                                | 主持：宣 萱、楊立門 | TVB網頁 （页面存档备份，存于） |                |
| 2月9日   | 9       | 賀年資訊     | 新春開運王（第一輯）                                                                     | 主持：黎芷珊、陳自瑤、農 夫 | TVB網頁 （页面存档备份，存于） |                |
| 2月13日  | 9       | 飲食         | 為食3姊妹                                                                                | 主持：高海寧、李施嬅、胡蓓蔚 | TVB網頁 （页面存档备份，存于） |                |
| 2月20日  | 2       | 資訊         | 社企打工王                                                                               | 主持：陳智燊、林子博、楊詩敏、陳凱琳、黃長興                                                                                                  | TVB網頁 （页面存档备份，存于） |                |
| 2月21日  | 17 (18) | 飲食         | 男人食堂                                                                                 | 主持：許紹雄、金 剛、梁烈唯 | TVB網頁 （页面存档备份，存于） |                |
| 2月22日  | 10      | 資訊         | 湊仔攻略                                                                                 | 主持：林盛斌、區永權、黃長興 | TVB網頁 （页面存档备份，存于） |                |
| 2月23日  | 12      | 飲食紀錄片   | 舌尖上的中國（第二季）                                                                   | 旁白：招世亮 | TVB網頁 （页面存档备份，存于） |                |
| 3月5日   | 1       | 人物傳記資訊 | 舞台上的才子佳人                                                                         | 主持：黎芷珊 演出：陳寶珠、梅雪詩 旁白：曾佩儀                                                                                                | TVB網頁 （页面存档备份，存于） |                |
| 3月7日   | 25      | 資訊遊戲     | Do姐有問題（第一輯）                                                                     | 主持：鄭裕玲、農 夫 旁白：馬家豪 | TVB網頁 （页面存档备份，存于） |                |
| 4月11日  | 5       | 旅遊         | 在那遙遠的地方 - 古巴                                                                    | 主持：洪永城 | TVB網頁 （页面存档备份，存于） |                |
| 4月18日  | 5       | 旅遊         | 有乜好過去camping - 德國篇                                                               | 主持：馬國明、梁烈唯、唐詩詠 | TVB網頁 （页面存档备份，存于） |                |
| 4月25日  | 10      | 旅遊         | 関西攻略                                                                                 | 主持：杜如風 | TVB網頁 （页面存档备份，存于） |                |
| 5月8日   | 4       | 旅遊         | 玩盡澳門無限式                                                                           | 主持：朱智賢、陳偉琪、陳芷尤、劉溫馨 | TVB網頁 （页面存档备份，存于） |                |
| 5月9日   | 15      | 旅遊         | 星星探親團                                                                               | 主持：麥明詩、陳庭欣、陳凱琳、麥美恩、沈震軒、苟芸慧、李施嬅、岑麗香、王貽興、蔡思貝、陳智燊、宋熙年                                          | TVB網頁 （页面存档备份，存于） |                |
| 5月17日  | 17      | 旅遊         | 街坊導賞團                                                                               | 旁白：雷碧娜 | TVB網頁 （页面存档备份，存于） |                |
| 5月30日  | 5       | 潮流資訊     | 有種品味叫米蘭                                                                           | 主持：陳貝兒、張曦雯、梁彥宗 | TVB網頁 （页面存档备份，存于） |                |
| 6月6日   | 10      | 生活資訊     |                                                                                          | 主持：薛家燕、岑麗香、張致恆、林穎彤、魏焌皓                                                                                                  | TVB網頁 （页面存档备份，存于） |                |
| 6月9日   | 4       | 紀錄片       | 人間絕色                                                                                 | 旁白：鄭子誠 | TVB網頁 （页面存档备份，存于） |                |
| 6月11日  | 14      | 飲食         | 區區開伙                                                                                 | 主持：安德尊、李錦聯 | TVB網頁 （页面存档备份，存于） |                |
| 6月18日  | 26      | 動物紀錄片   | 查查林部隊（第一季）                                                                     | 配音：李安邦（皮特）、鄧港文（巴巴）、何晶晶（莫莉）                                                                                          |                                |                |
| 6月20日  | 5       | 真人秀       | 沒有起跑線？                                                                             | 嘉賓：陸 永、呂慧儀、譚玉瑛、麥明詩 | TVB網頁 （页面存档备份，存于） |                |
| 6月27日  | 5       | 真人秀       | 反斗紅星冇暑假 嘩鬼上學去                                                                | 主持：胡鴻鈞、許廷鏗、吳若希 | TVB網頁 （页面存档备份，存于） |                |
| 7月2日   | 5       | 體育         | 香港英雄                                                                                 | 旁白：鄭裕玲 |                                |                |
| 7月4日   | 5       | 真人秀       | 反斗紅星冇暑假 打工捱世界                                                                | 主持：袁偉豪、楊 明 | TVB網頁 （页面存档备份，存于） |                |
| 7月7日   | 5       | 飲食紀錄片   | 食得巧                                                                                   | 旁白：袁淑珍 |                                |                |
| 7月10日  | 3       | 奧運/旅遊    | 里約狂熱                                                                                 | 主持：洪永城、麥明詩、陳百祥、王昭鴻 |                                |                |
| 7月11日  | 5       | 真人秀       | 反斗紅星冇暑假 打工唔捱世界                                                              | 主持：黃翠如 | TVB網頁 （页面存档备份，存于） |                |
| 7月18日  | 15      | 魔術真人秀   | 街頭魔法王之魔王之王                                                                     | 主持：林盛斌、吳若希、陳凱琳、翟威廉 嘉賓主持：甄澤權 旁白：陳廷軒                                                                            | TVB網頁 （页面存档备份，存于） |                |
| 7月30日  | 1       | 遊戲         | Big Boys蕩漾夏水禮                                                                       | 主持：林盛斌、陳國峰、王梓軒、梁烈維、范振鋒                                                                                                  | TVB網頁 （页面存档备份，存于） |                |
| 8月8日   | 30      | 飲食         | 今個夏天食平D                                                                            | 主持：肥 媽、陸浩明 | TVB網頁 （页面存档备份，存于） |                |
| 8月11日  | 2       | 飲食紀錄片   | 水滾茶靚                                                                                 | 旁白：陳永業 | TVB網頁 （页面存档备份，存于） |                |
| 8月14日  | 18      | 遊戲         | 我愛香港                                                                                 | 主持：曾志偉、林曉峰、錢嘉樂、吳家樂、江欣燕、金 剛、黃心穎、麥美恩、農 夫、洪天明、阮兆祥、泰 臣、何雁詩、蝦 頭 旁白：張裕東                 | TVB網頁 （页面存档备份，存于） |                |
| 8月16日  | 13      | 烹飪遊戲     | 小廚當家（第一季）                                                                       | 主持：謝祖武（國語原聲）；蘇強文（粵語配音） 評審：大肚皮、SOAC、LIZ（國語原聲）；劉奕希、梁偉德、曾秀清（粵語配音） 旁白：黃啟昌（粵語配音） | TVB網頁 （页面存档备份，存于） |                |
| 8月21日  | 4       | 寵物資訊     | 今日VIPet                                                                                | 主持：單立文、江美儀 | TVB網頁 （页面存档备份，存于） |                |
| 8月25日  | 13      | 資訊         | 望子成才 － 美國篇                                                                       | 主持：吳錫輝、馬時亨、方健儀 嘉賓主持：鄧藹霖                                                                                                 | TVB網頁 （页面存档备份，存于） |                |
| 9月3日   | 1       | 資訊         | 8個紀錄的誕生 2016 TVB大專紀實短片比賽                                                   | 主持：陸浩明、劉佩玥 | TVB網頁 （页面存档备份，存于） |                |
| 9月4日   | 43      | 清談         | 周日龍門陣                                                                               | 主持：黃 永、陳健強 | TVB網頁 （页面存档备份，存于） |                |
| 9月17日  | 12      | 兒童真人秀   | 萬里尋爸（第四輯）                                                                       | 旁白：陳永業 | TVB網頁 （页面存档备份，存于） |                |
| 9月18日  | 12      | 生活資訊     | 街市遊樂團（第一輯）                                                                     | 主持：麥長青、江美儀、滕麗名、陳浚霆 旁白：雷碧娜                                                                                             | TVB網頁 （页面存档备份，存于） |                |
| 9月19日  | 5       | 真人秀       | 嘩鬼上學去之農夫篇                                                                       | 主持：農 夫 | TVB網頁 （页面存档备份，存于） |                |
| 9月25日  | 3       | 生活資訊     | Ben Sir學堂                                                                              | 主持：歐陽偉豪 | TVB網頁 （页面存档备份，存于） |                |
| 9月26日  | 15      | 健康資訊     | 你健康嗎？（第二輯）                                                                     | 主持：鄭丹瑞、張致恒、梁嘉琪 嘉賓主持：黃淑儀 旁白：潘文柏                                                                                    | TVB網頁 （页面存档备份，存于） |                |
| 10月2日  | 4       | 環保資訊     | 五個小孩的大叔                                                                           | 主持：洪永城、何涴瀠、傅舜盈、王詩雅、李詠珊、陳麗兒                                                                                          | TVB網頁 （页面存档备份，存于） |                |
| 10月17日 | 15      | 飲食         | 煒哥的味道                                                                               | 主持：陳 煒 嘉賓主持：阮兆祥、衛志豪、泰 臣、林盛斌、衛志豪、張致恒                                                                           | TVB網頁 （页面存档备份，存于） | 49周年台慶獻禮 |
| 10月23日 | 1       | 資訊         | 風雲再起時                                                                               | 主持：森美 嘉賓：黎耀祥、鄭丹瑞 |                                |                |
| 10月30日 | 11      | 飲食         | 街坊廚神舌戰東京                                                                         | 主持：阮小儀、金 剛、周奕瑋 旁白：雷碧娜、林元春、陸惠玲                                                                                      | TVB網頁 （页面存档备份，存于） | 49周年台慶獻禮 |
| 11月7日  | 10      | 旅遊         | 関西攻略弐                                                                               | 主持：杜如風 | TVB網頁 （页面存档备份，存于） | 49周年台慶獻禮 |
| 11月21日 | 10      | 旅遊         | 一屋老友去旅行                                                                           | 主持：歐陽震華、滕麗名、呂慧儀、羅 蘭、劉 江、張穎康、張彥博、盧宛茵                                                                          | TVB網頁 （页面存档备份，存于） | 49周年台慶獻禮 |
| 11月26日 | 1       | 資訊         | 科技革命4.0（"Where are We Heading?" - The 4th Industrial Revolution & ICT Convergence） | 旁白：魏惠娥（粵語配音） |                                |                |
| 11月26日 | 5       | 資訊         | 粵講粵㜺鬼（第一輯）                                                                     | 主持：麥美恩、黃耀英、吳幸美 | TVB網頁 （页面存档备份，存于） |                |
| 12月5日  | 5+1     | 真人秀       | 天與地                                                                                   | 主持：朱智賢、陳婉衡、麥美恩、梁彥宗、黃德斌、謝東閔                                                                                          | TVB網頁 （页面存档备份，存于） | 49周年台慶獻禮 |
| 12月11日 | 6       | 資訊         | 神奇百草遊                                                                               | 旁白：陸浩明 | TVB網頁 （页面存档备份，存于） |                |
| 12月12日 | 20      | 飲食         | 阿爺廚房（第一輯）                                                                       | 主持：李家鼎、譚玉瑛 | TVB網頁 （页面存档备份，存于） |                |
| 12月24日 | 1       | 飲食         | 區區添食平安夜                                                                           | 主持：安德尊、張美妮 | TVB網頁 （页面存档备份，存于） |                |
| 12月24日 | 2       | 娛樂新聞回顧 | 2016繽Fun娛樂大派對                                                                      | 主持：陳浚霆、謝文欣、衛志豪、周奕瑋、譚永浩、梁麗翹                                                                                          | TVB網頁 （页面存档备份，存于） |                |
| 12月25日 | 10      | 兒童         | 跟住爸B去旅行（第一輯）                                                                  | | TVB網頁 （页面存档备份，存于） |                |

## 2017年
除特別注明外，所有節目均為高清製作
| 首播日期 | 集數   | 類別            | 節目名稱                                                       | 主持/演出/旁白 | 官方網頁                                                      | 備註                               |
| -------- | ------ | --------------- | -------------------------------------------------------------- | --- | ------------------------------------------------------------- | ---------------------------------- |
| 1月7日   | 4      | 資訊            | 觸得到的故宮                                                   | 主持：陳智燊、陳貝兒、朱智賢 | TVB網頁 （页面存档备份，存于）                                |                                    |
| 1月7日   | 8      | 健康資訊/真人秀 | 星級超常任務                                                   | 主持：袁偉豪、李施嬅、王君馨、張振朗、唐詩詠、楊 明、岑麗香、翟威廉、陳敏之、黃子恆、鄧佩儀、黎諾懿、姚子羚、龔嘉欣、何君誠、劉佩玥 旁白：張頌欣 | TVB網頁 （页面存档备份，存于）                                | 合拍節目（馬來西亞Astro華麗台）    |
| 1月8日   | 1      | 遊戲            | 我愛香港絕密檔案                                               | 主持：曾志偉、林曉峰、錢嘉樂、吳家樂、江欣燕、金 剛、黃心穎、麥美恩、農 夫、洪天明、阮兆祥、泰 臣、何雁詩、蝦 頭 旁白：張裕東                    |                                                               |                                    |
| 1月15日  | 6      | 生活資訊        | 街市遊樂團（第二輯）                                           | 主持：麥長青、江美儀、滕麗名、陳浚霆 旁白：雷碧娜                                                                                                | TVB網頁 （页面存档备份，存于）                                |                                    |
| 1月21日  | 1      | 賀年/飲食       | 區區添食團年飯                                                 | 主持：薛家燕、安德尊、張美妮 | TVB網頁 （页面存档备份，存于）                                |                                    |
| 1月22日  | 5      | 清談            | 1+1的幸福                                                      | 主持：汪明荃、胡蓓蔚、吳家樂 旁白：陳廷軒 | TVB網頁 （页面存档备份，存于）                                |                                    |
| 1月23日  | 15     | 賀年資訊        | 新春開運王（第二輯）                                           | 主持：薛家燕、莊思敏、蘇民峰、李丞責、麥玲玲、蔡伯勵                                                                                             | TVB網頁 （页面存档备份，存于）                                |                                    |
| 1月28日  | 13     | 寵物資訊        | 毛起來幸福站                                                   | 主持：Mami（國語原聲）；李潤知（粵語配音） 旁白：陳耀楠（粵語配音）                                                                              |                                                               |                                    |
| 1月29日  | 1      | 飲食            | 街坊廚神番外篇の開年舌戰                                       | 主持：阮小儀、金 剛 | TVB網頁 （页面存档备份，存于）                                |                                    |
| 2月4日   | 6      | 紀錄片          | 第三極                                                         | 旁白：張炳強（粵語配音） | TVB網頁 （页面存档备份，存于）                                |                                    |
| 2月4日   | 4      | 資訊            | 粵講粵㜺鬼（第二輯）                                           | 主持：麥美恩、黃耀英、吳幸美 | TVB網頁 （页面存档备份，存于）                                |                                    |
| 2月4日   | 20     | 飲食            | 馬家開飯                                                       | 主持：劉 丹、徐 榮、黎諾懿、林漪娸、蔣家旻、羅天宇                                                                                               | TVB網頁 （页面存档备份，存于）                                |                                    |
| 2月5日   | 12     | 飲食            | 吾淑吾食澳洲篇                                                 | 主持：黃淑儀、洪天明、蘇玉華、梁嘉琪 | TVB網頁 （页面存档备份，存于）                                |                                    |
| 2月5日   | 1      | 紀錄片          | 我的志願                                                       | 演出：崔建邦 | TVB網頁 （页面存档备份，存于）                                |                                    |
| 2月11日  | 22     | 幽默            | 最緊要好玩                                                     | 演出：群星 | TVB網頁 （页面存档备份，存于）                                |                                    |
| 2月13日  | 5      | 旅遊            | 這個冬天不太冷                                                 | 主持：鄭俊弘、何雁詩、譚嘉儀 | TVB網頁 （页面存档备份，存于）                                |                                    |
| 2月19日  | 11     | 生活資訊        | Ben Sir研究院                                                  | 主持：歐陽偉豪、麥美恩、駱胤鳴、林穎彤、季蘋蘋、陸浩明                                                                                           | TVB網頁 （页面存档备份，存于）                                |                                    |
| 2月19日  | 11     | 靈異            | 請勿關燈                                                       | 主持：張頴康 | TVB網頁 （页面存档备份，存于）                                | 原名《慎點》、《慎點2》、《慎點3》 |
| 2月20日  | 5      | 真人秀          | 有樓萬事足？                                                   | 旁白：馬家豪 | TVB網頁 （页面存档备份，存于）                                |                                    |
| 2月26日  | 7      | 音樂            | 流行經典50強                                                   | 主持：薛家燕、黎小田、曹永廉、湯寶如 | TVB網頁 （页面存档备份，存于）                                |                                    |
| 2月27日  | 20     | 資訊遊戲        | 千奇百趣特工隊                                                 | 主持：森 美、阮小儀 演出：馮盈盈、朱智賢 旁白：馬家豪                                                                                            | TVB網頁 （页面存档备份，存于）                                |                                    |
| 3月4日   | 2      | 健康資訊        | 大腦不老                                                       | 主持：陳貝兒、陳智燊 | TVB網頁 （页面存档备份，存于）                                |                                    |
| 3月5日   | 8      | 生活資訊        | 屋邨遊樂團（第一輯）                                           | 主持：江美儀、滕麗名、陳浚霆、梁嘉琪 旁白：雷碧娜                                                                                                | TVB網頁 （页面存档备份，存于）                                |                                    |
| 3月18日  | 6      | 清談            | 心情約會                                                       | 主持：鄭丹瑞、鄭秀文 | TVB網頁 （页面存档备份，存于）                                |                                    |
| 3月18日  | 13     | 旅遊            | 玩轉香港日與夜                                                 | 主持：姚嘉妮、區永權、曹永廉、黃子恆、何浩文、陳志健、朱智賢、周奕瑋、張惠雅、王歌慧、游莨維、黃耀英、吳幸美                                     | TVB網頁 （页面存档备份，存于）                                |                                    |
| 3月27日  | 15     | 健康資訊        | 歎得好健康                                                     | 主持：黎耀祥、黎諾懿、丁子朗、陳雅思 旁白：張裕東                                                                                                | TVB網頁 （页面存档备份，存于）                                |                                    |
| 4月17日  | 25     | 飲食            | 阿媽教落食平D                                                  | 主持：肥 媽、陸浩明 | TVB網頁 （页面存档备份，存于）                                |                                    |
| 4月23日  | 84     | 音樂            | 流行經典50年                                                   | 主持：薛家燕、黎小田、曹永廉、湯寶如 | TVB網頁 （页面存档备份，存于）                                | 2017-2019年                        |
| 4月29日  | 10     | 自然紀錄片      | 在森林和原野（第八輯）（ダーウィンが来た! 〜生きもの新伝説〜） | 旁白：陳耀楠（粵語配音） | TVB網頁 （页面存档备份，存于）                                |                                    |
| 4月29日  | 10     | 旅遊            | 超級台灣任務                                                   | 主持：梁芷珮、曾國猷 | TVB網頁 （页面存档备份，存于）                                |                                    |
| 5月6日   | 2      | 資訊            | 社企打工王II                                                   | 主持：何君誠、黃嘉樂、劉佩玥、麥美恩、張振朗、張彥博                                                                                             | TVB網頁 （页面存档备份，存于）                                |                                    |
| 5月7日   | 13     | 資訊            | 香港遊樂團                                                     | 主持：吳家樂、滕麗名、江欣燕、胡諾言、梁嘉琪 | TVB網頁 （页面存档备份，存于）                                |                                    |
| 5月14日  | 48     | 生活資訊        | 學是學非（第五輯）                                             | 主持：梁嘉琪、麥美恩、湯洛雯、馮盈盈、劉穎鏇、張寶兒、鄺潔楹 嘉賓主持：森 美                                                                     | TVB網頁 （页面存档备份，存于）                                |                                    |
| 5月22日  | 10     | 旅遊            | 退休地圖                                                       | 主持：洪永城 | TVB網頁 （页面存档备份，存于）                                |                                    |
| 6月4日   | 1      | 人物傳記資訊    | 藝壇瑰寶白雪仙                                                 | 演出：白雪仙 | TVB網頁 （页面存档备份，存于）                                |                                    |
| 6月5日   | 15     | 生活資訊        | 關你家事                                                       | 主持：江美儀、麥長青 旁白：陳永業、陳欣 | TVB網頁 （页面存档备份，存于）                                |                                    |
| 6月17日  | 4      | 資訊            | 築·動·愛                                                       | 主持：馬貫東、傅嘉莉 | TVB網頁 （页面存档备份，存于）                                |                                    |
| 6月26日  | 4      | 清談            | 我們的驕傲                                                     | 主持：朱智賢、敖嘉年、陳庭欣 | TVB網頁 （页面存档备份，存于）                                |                                    |
| 7月1日   | 145    | 兒童            | Big Big小明星                                                  | 主持：馬俊傑、邱晴、黃碧蓮、單文柔、鄧家禮、鍾晴、鍾君揚、何依婷、伍樂怡、王虹茵                                                                 | TVB網頁 （页面存档备份，存于）                                |                                    |
| 7月2日   | 2      | 紀錄片          | 一起跑過的日子                                                 | 演出：胡定欣、袁偉豪、李施嬅、陳山聰、姚子羚、黃智雯、胡蓓蔚、胡諾言、謝東閔                                                                     | TVB網頁 （页面存档备份，存于）                                |                                    |
| 7月3日   | 13     | 烹飪遊戲        | 小廚當家（第二季）                                             | 主持：五熊、亮哲（國語原聲）；何璐怡、李凱傑（粵語配音） 評審：SOAC、宋雅雯（國語原聲）；梁偉德、吳羨婷（粵語配音） 旁白：招世亮（粵語配音）     | TVB網頁 （页面存档备份，存于）                                |                                    |
| 7月3日   | 10     | 真人秀          | 打工捱世界II                                                   | 主持：袁偉豪、楊 明 | TVB網頁 （页面存档备份，存于）                                |                                    |
| 7月8日   | 5 (13) | 自然紀錄片      | 在森林和原野（第七輯）（ダーウィンが来た! 〜生きもの新伝説〜） | 旁白：張錦江（粵語配音） | TVB網頁 （页面存档备份，存于）                                |                                    |
| 7月8日   | 6      | 飲食            | 咬一口地球（第二輯）                                           | 主持：李旭正（配音：黃啟昌）、區永權 | TVB網頁 （页面存档备份，存于）                                |                                    |
| 7月16日  | 1      | 真人秀          | Ben Sir開Show                                                  | 主持：歐陽偉豪 | TVB網頁 （页面存档备份，存于）                                |                                    |
| 7月17日  | 30     | 飲食            | 阿爺廚房（第二輯）                                             | 主持：李家鼎、譚玉瑛 | TVB網頁 （页面存档备份，存于）                                |                                    |
| 7月22日  | 24     | 資訊            | 粵講粵㜺鬼（第三輯）                                           | 主持：麥美恩、黃耀英、吳幸美 | TVB網頁 （页面存档备份，存于）                                |                                    |
| 7月29日  | 4      | 遊戲            | 瘋狂夏水禮2017                                                 | 主持：林曉峰、林盛斌 旁白：張裕東 | TVB網頁 （页面存档备份，存于）                                |                                    |
| 7月30日  | 2      | 真人秀          | Big Boys歷險記                                                 | 主持：朱智賢、林盛斌、張惠雅、陳國峰、董敬文、歐陽巧瑩、鄭嘉豪、盧峻峯、謝東閔、譚永浩                                                           | TVB網頁 （页面存档备份，存于）                                |                                    |
| 8月6日   | 3      | 飲食            | 香港情·香港味                                                  | 主持：薛家燕、歐陽偉豪、胡 琳 | TVB網頁 （页面存档备份，存于）                                |                                    |
| 8月13日  | 25     | 資訊            | 遊一帶 看一路                                                  | 主持：朱凱婷、陳文鴻 | TVB網頁 （页面存档备份，存于）                                |                                    |
| 8月19日  | 3      | 自然紀錄片      | 大自然的日常（第一輯）（ダーウィンが来た! 〜生きもの新伝説〜） | 旁白：陳耀楠（粵語配音） | TVB網頁 （页面存档备份，存于）                                |                                    |
| 8月19日  | 11     | 寵物資訊        | 寵物大聯萌                                                     | 主持：林秀怡、麥皓兒、李雯希 | TVB網頁 （页面存档备份，存于）                                |                                    |
| 8月20日  | 1      | 飲食            | 阿爺big big廚房                                                | 主持：李家鼎、譚玉瑛 | TVB網頁 （页面存档备份，存于）                                |                                    |
| 8月27日  | 4      | 生活資訊        | 真係咁都得                                                     | 主持：林韋辰、林伊麗、譚永浩、黃庭鋒 | TVB網頁 （页面存档备份，存于）                                |                                    |
| 8月28日  | 5      | 幽默            | 最緊要好好玩 消暑版                                            | 演出：群星 | TVB網頁 （页面存档备份，存于）                                |                                    |
| 9月2日   | 1      | 資訊            | 8個紀錄的誕生 2017 TVB 大專紀實短片比賽                        | | TVB網頁 （页面存档备份，存于）                                |                                    |
| 9月2日   | 9      | 烹飪遊戲        | 我係小廚神3                                                    | 主持：林盛斌、麥美恩、黃碧蓮 | TVB網頁 （页面存档备份，存于）                                |                                    |
| 9月2日   | 4      | 旅遊            | C AllStar泰空曼遊                                              | 主持：C AllStar | TVB網頁 （页面存档备份，存于）                                |                                    |
| 9月4日   | 10     | 真人秀          | 嫁到這世界邊端                                                 | 主持：陳貝兒 | TVB網頁 （页面存档备份，存于）                                |                                    |
| 9月10日  | 10     | 清談            | 最佳拍檔                                                       | 主持：黎芷珊 | TVB網頁 （页面存档备份，存于）                                |                                    |
| 9月16日  | 13     | 自然紀錄片      | 大自然的日常（第二輯）（ダーウィンが来た! 〜生きもの新伝説〜） | 旁白：陳耀楠（粵語配音） | TVB網頁 （页面存档备份，存于）                                |                                    |
| 9月18日  | 10     | 旅遊            | 胡說八道真情假期                                               | 主持：胡杏兒、姚子羚、胡蓓蔚、胡定欣、黃智雯、李施嬅 旁白：馬家豪                                                                                | TVB網頁 （页面存档备份，存于）                                |                                    |
| 9月23日  | 3      | 音樂            | 流行經典50年 唱爆周末                                          | 主持：薛家燕、黎小田、曹永廉、湯寶如 | TVB網頁 （页面存档备份，存于）                                |                                    |
| 9月24日  | 14     | 生活資訊        | 街市遊樂團（第三輯）                                           | 主持：麥長青、江美儀、滕麗名 旁白：雷碧娜 | TVB網頁 （页面存档备份，存于）                                |                                    |
| 10月2日  | 10     | 住宅資訊        | Ben Sir睇樓團                                                  | 主持：歐陽偉豪、麥美恩、林穎彤、陸浩明、季蘋蘋                                                                                                   | TVB網頁 （页面存档备份，存于）                                |                                    |
| 10月14日 | 4      | 旅遊            | 九州攻略                                                       | 主持：杜如風 | TVB網頁 （页面存档备份，存于）                                | 50周年台慶獻禮                     |
| 10月16日 | 10     | 魔術真人秀      | 終極街頭魔法王                                                 | 主持：林盛斌、翟威廉、陸浩明、何雁詩、林穎彤 嘉賓主持：甄澤權 旁白：陳廷軒、張裕東                                                               | TVB網頁 （页面存档备份，存于）                                | 50周年台慶獻禮                     |
| 10月30日 | 10     | 旅遊            | 森美旅行團                                                     | 主持：森 美、黃心穎、高海寧、麥美恩 | TVB網頁 （页面存档备份，存于）                                | 50周年台慶獻禮                     |
| 11月4日  | 2      | 遊戲            | 使徒行者 臥底遊戲                                              | 演出：苗僑偉、黃翠如、洪永城、楊潮凱、陳凱琳、蔡思貝、林盛斌、麥美恩、余德丞 旁白：蘇強文                                                        | TVB網頁 （页面存档备份，存于）                                | 50周年台慶獻禮                     |
| 11月11日 | 9      | 旅遊            | 季節限定 秋冬                                                  | 主持：林韋辰、譚永浩、黃庭鋒、林伊麗 | TVB網頁 （页面存档备份，存于）                                |                                    |
| 11月11日 | 6      | 幽默            | 我愛EYT                                                        | 主持：曾志偉、汪明荃、鄧梓峰、吳家樂、洪天明、阮兆祥、江欣燕、祝文君、張美妮                                                                     | TVB網頁 （页面存档备份，存于） TVB網頁 （页面存档备份，存于） | 50周年台慶獻禮                     |
| 11月20日 | 5      | 幽默            | 齊癲大聖福祿壽                                                 | 主持：阮兆祥、王祖藍、李思捷 | TVB網頁 （页面存档备份，存于）                                |                                    |
| 11月26日 | 4      | 資訊            | 再親我好媽                                                     | 主持：宋熙年 | TVB網頁 （页面存档备份，存于）                                |                                    |
| 11月27日 | 15     | 旅遊            | Do姐再Shopping                                                 | 主持：鄭裕玲 嘉賓主持：農 夫、蕭正楠、黃翠如、馬國明                                                                                             | TVB網頁 （页面存档备份，存于）                                | 50周年台慶獻禮                     |
| 12月16日 | 13     | 自然紀錄片      | 動物來的時候（World of the Wild）                              | 旁白：Jacqueline Cloake（英語原聲）；關令翹（粵語配音）                                                                                          | TVB網頁 （页面存档备份，存于）                                |                                    |
| 12月17日 | 1      | 飲食            | big big大廚節慶盛宴                                            | 主持：陳敏之、區永權、衛志豪 | TVB網頁 （页面存档备份，存于）                                |                                    |
| 12月18日 | 5      | 旅遊            | 公公出埠                                                       | 主持：黎耀祥、蕭正楠、曹永廉、黃浩然 | TVB網頁 （页面存档备份，存于）                                | 50周年台慶獻禮                     |
| 12月22日 | 5      | 烹飪遊戲        | 我是小廚神-新加坡篇                                            | 主持：高海寧、林師傑、鄭雅文（華語原聲）；曾秀清、李凱傑、何寶珊（粵語配音） 旁白：孫中文（華語原聲）；黃啟昌（粵語配音）                        | TVB網頁 （页面存档备份，存于）                                |                                    |
| 12月23日 | 1      | 清談            | 兄弟萬眾狂歡2000夜                                             | 主持：林盛斌、梁烈唯、王梓軒、范振鋒、陳國峰 | TVB網頁 （页面存档备份，存于）                                |                                    |
| 12月24日 | 3      | 兒童            | 跟住爸B去旅行（第二輯）                                        | |                                                               |                                    |
| 12月24日 | 1      | 清談            | #後生仔平安夜傾吓偈                                              | 主持：陸浩明、麥明詩、馮盈盈 |                                                               |                                    |
| 12月25日 | 5      | 旅遊            | 馬家過聖誕                                                     | 主持：劉 丹、徐 榮、黎諾懿、林漪娸、蔣家旻、羅天宇                                                                                               | TVB網頁 （页面存档备份，存于）                                | 50周年台慶獻禮                     |
| 12月31日 | 1      | 娛樂新聞回顧    | 娛樂3兄弟繽Fun大派對2017                                       | 主持：陸浩明、衛志豪、區永權 | TVB網頁 （页面存档备份，存于）                                |                                    |

## 2018年
除特別注明外，所有節目均為高清製作
| 首播日期 | 集數 | 類別          | 節目名稱                                                       | 主持/演出/旁白 | 官方網頁                       | 備註                                                           |
| -------- | ---- | ------------- | -------------------------------------------------------------- | --- | ------------------------------ | -------------------------------------------------------------- |
| 1月1日   | 15   | 飲食/健康資訊 | 食得好健康                                                     | 主持：袁文傑、麥美恩、馮盈盈、朱智賢、鄧智堅 | TVB網頁 （页面存档备份，存于） |                                                                |
| 1月7日   | 2    | 真人秀        | 誇極限大挑戰                                                   | 主持：胡諾言、黃美棋、簡淑兒、林師傑、陳婉衡、林泳淘 | TVB網頁 （页面存档备份，存于） |                                                                |
| 1月20日  | 1    | 幽默          | 人生有幾多個福祿壽                                             | 主持：阮兆祥、王祖藍、李思捷 | TVB網頁 （页面存档备份，存于） |                                                                |
| 1月20日  | 43   | 旅遊          | 3日2夜（第二輯）                                               | 主持：鄺潔楹、陳詩欣、鄧以婷、伍樂怡、張曦雯、歐陽巧瑩、陳雅思、潘梓鋒、陳婉衡、陳蕊蕊、歐陽巧瑩、鄭衍峰、阮兒、陳約臨、蘇可欣、陳睿雯、陳瀅、劉佩玥、劉穎鏇、江嘉敏、朱千雪、湯洛雯、胡美貽、蔣家旻、楊潮凱                                          | TVB網頁 （页面存档备份，存于） |                                                                |
| 1月22日  | 10   | 賀年資訊      | 新春辦年貨                                                     | 主持：薛家燕、吳業坤、王梓軒、黃山怡、姜麗文 旁白：鄧港文、伍秀霞 | TVB網頁 （页面存档备份，存于） |                                                                |
| 1月27日  | 16   | 生活資訊      | 生活100錯                                                      | 主持：余德丞、李旻芳、陸浩明、黃美棋 | TVB網頁 （页面存档备份，存于） |                                                                |
| 1月28日  | 2    | 旅遊          | 関西攻略の新年番外篇                                           | 主持：杜如風 | TVB網頁 （页面存档备份，存于） |                                                                |
| 2月5日   | 13   | 賀年資訊      | 新春開運王（第三輯）                                           | 主持：胡諾言、莊思敏、麥長青、李丞責、麥玲玲 旁白：招世亮 | TVB網頁 （页面存档备份，存于） |                                                                |
| 2月10日  | 12   | 遊戲          | 大玩特玩                                                       | 主持：林曉峰、林盛斌、區永權 旁白：張裕東 | TVB網頁 （页面存档备份，存于） |                                                                |
| 2月11日  | 10   | 清談          | 1+1的深情                                                      | 主持：田蕊妮 | TVB網頁 （页面存档备份，存于） |                                                                |
| 2月11日  | 42   | 飲食          | 深夜美食團                                                     | 主持：崔建邦、張秀文、張致恆、黃愷怡 | TVB網頁 （页面存档备份，存于） |                                                                |
| 2月25日  | 6    | 飲食          | 香港原味道（第一輯）                                           | 主持：譚玉瑛、吳幸美、黃庭鋒 | TVB網頁 （页面存档备份，存于） |                                                                |
| 2月26日  | 10   | 旅遊          | 周遊東京                                                       | 主持：周奕瑋 | TVB網頁 （页面存档备份，存于） |                                                                |
| 3月3日   | 13   | 飲食          | 輝哥為食遊                                                     | 主持：吳錫輝、黃山怡 | TVB網頁 （页面存档备份，存于） |                                                                |
| 3月12日  | 25   | 遊戲          | Do姐有問題（第二輯）                                           | 主持：鄭裕玲、農 夫 旁白：馬家豪 | TVB網頁 （页面存档备份，存于） |                                                                |
| 3月17日  | 13   | 自然紀錄片    | 大自然的日常（第三輯）（ダーウィンが来た! 〜生きもの新伝説〜） | 旁白：陳耀楠（粵語配音） |                                |                                                                |
| 4月7日   | 1    | 音樂特輯      | 古巨基初心再體驗                                               | 主持：古巨基 | TVB網頁 （页面存档备份，存于） |                                                                |
| 4月8日   | 4    | 生活資訊      | 屋邨遊樂團（第二輯）                                           | 主持：江美儀、麥長青、滕麗名 旁白：雷碧娜 | TVB網頁 （页面存档备份，存于） |                                                                |
| 4月14日  | 2    | 遊戲          | 降魔的 捉妖遊戲                                                | 主持：陳凱琳、蔡思貝、林盛斌、梁烈唯、何廣沛、余德丞、鄺潔楹、何依婷 旁白：蘇強文 | TVB網頁 （页面存档备份，存于） |                                                                |
| 4月16日  | 5    | 家居真人秀    | 蝸居宅急變                                                     | 旁白：馬家豪 | TVB網頁 （页面存档备份，存于） |                                                                |
| 4月23日  | 12   | 自然紀錄片    | 走過森林和原野                                                 | 主持：黃翠如、洪永城 | TVB網頁 （页面存档备份，存于） | 明珠台版名為《天與地II》                                       |
| 5月5日   | 2    | 資訊          | 社企達人                                                       | 主持：安德尊、吳家樂、邵佩詩、胡諾言、區永權、敖嘉年、梁嘉琪 | TVB網頁 （页面存档备份，存于） |                                                                |
| 5月6日   | 8    | 健康資訊      | X偏方 全民拆解（第一輯）                                       | 主持：陸浩明、梁嘉琪、李旻芳、譚永浩 | TVB網頁 （页面存档备份，存于） |                                                                |
| 5月6日   | 1    | 自然紀錄片    | 走過森林和原野 製作日誌（Planet Earth II Diaries）             | 旁白：張炳強 | TVB網頁 （页面存档备份，存于） | 明珠台版名為《天與地II 製作日誌》                              |
| 5月7日   | 30   | 飲食          | 食好D 食平D                                                    | 主持：肥媽、陸浩明 | TVB網頁 （页面存档备份，存于） |                                                                |
| 5月13日  | 1    | 飲食          | 深夜美食團 真的愛我媽                                          | 主持：余思霆、崔建邦、張秀文 | TVB網頁 （页面存档备份，存于） |                                                                |
| 5月20日  | 5    | 旅遊          | 北海道攻略                                                     | 主持：杜如風 | TVB網頁 （页面存档备份，存于） |                                                                |
| 5月26日  | 4    | 旅遊          | 緬甸奇幻旅程                                                   | 主持：余德丞、蔡思貝 | TVB網頁 （页面存档备份，存于） |                                                                |
| 5月27日  | 2    | 旅遊          | 海上夏日郵樂園                                                 | 主持：龔嘉欣、林師傑、麥美恩、楊潮凱、陳庭欣、沈卓盈、陳國峰、張寶兒、謝東閔、麥明詩、林子博、林卓楠 旁白：陳欣 | TVB網頁 （页面存档备份，存于） |                                                                |
| 6月2日   | 20   | 烹飪遊戲      | 美女廚房                                                       | 主持：林盛斌、蕭正楠、張振朗 旁白：蘇強文 | TVB網頁 （页面存档备份，存于） | 最後2集 地獄廚神絶地反擊 及 美女廚神終極挑戰 為 51周年台慶獻禮 |
| 6月9日   | 17   | 資訊          | 我們香港變幻時                                                 | 主持：林韋辰、賴慰玲、林希靈、鄒兆霆 | TVB網頁 （页面存档备份，存于） |                                                                |
| 6月10日  | 5    | 清談          | 爸爸的告白                                                     | 演出：狄龍、譚俊彥、吳岱融、林盛斌、徐榮、林子祥、林德信 | TVB網頁 （页面存档备份，存于） |                                                                |
| 6月16日  | 13   | 自然紀錄片    | 大自然的日常（第四輯）（ダーウィンが来た! 〜生きもの新伝説〜） | 旁白：陳耀楠（粵語配音） | TVB網頁 （页面存档备份，存于） |                                                                |
| 6月18日  | 10   | 住宅資訊      | Ben Sir睇樓團（第二輯）                                        | 主持：歐陽偉豪、麥美恩、陸浩明、林穎彤、季蘋蘋、吳業坤 | TVB網頁 （页面存档备份，存于） |                                                                |
| 6月24日  | 22   | 生活資訊      | 學是學非（第六輯）                                             | 主持：張寶兒、梁嘉琪、麥美恩、湯洛雯、馮盈盈、劉穎鏇、鄺潔楹 | TVB網頁 （页面存档备份，存于） | 第10集起51周年台慶獻禮                                         |
| 6月30日  | 12   | 生活資訊      | 意外現場                                                       | 主持：吳家樂、江欣燕、黃耀英、邵佩詩、鄧智堅 旁白：陳欣 | TVB網頁 （页面存档备份，存于） |                                                                |
| 7月1日   | 10   | 生活資訊      | 街市遊樂團（星馬篇）                                           | 主持：麥長青、江美儀、滕麗名 旁白：雷碧娜 | TVB網頁 （页面存档备份，存于） |                                                                |
| 7月16日  | 10   | 旅遊          | 到此一遊 台北                                                  | 主持：陳敏之、區永權 | TVB網頁 （页面存档备份，存于） |                                                                |
| 7月22日  | 6    | 遊戲          | 大玩特玩 消暑篇                                                | 主持：林盛斌、區永權 旁白：張裕東、黃啟昌 | TVB網頁 （页面存档备份，存于） |                                                                |
| 7月30日  | 10   | 飲食          | 兄弟大茶飯                                                     | 主持：蕭正楠、曹永廉、胡美貽 | TVB網頁 （页面存档备份，存于） |                                                                |
| 8月12日  | 32   | 動物紀錄片    | 動物有問題（あにまるワンだ～）                                 | |                                |                                                                |
| 8月13日  | 10   | 旅遊          | 森美旅行團（第二輯）                                           | 主持：森 美、吳若希、丁子朗、麥美恩 | TVB網頁 （页面存档备份，存于） |                                                                |
| 8月27日  | 5    | 旅遊          | 搭上高鐵愛旅遊                                                 | 主持：何廣沛、劉穎鏇、姚子羚、陳展鵬 | TVB網頁 （页面存档备份，存于） |                                                                |
| 9月2日   | 13   | 飲食          | 吾淑吾食溫哥華篇                                               | 主持：黃淑儀 | TVB網頁 （页面存档备份，存于） |                                                                |
| 9月3日   | 15   | 飲食          | 街坊廚神重出江湖                                               | 主持：阮小儀、金 剛 旁白：雷碧娜、馬家豪 | TVB網頁 （页面存档备份，存于） |                                                                |
| 9月9日   | 10   | 飲食          | 香港原味道（第二輯）                                           | 主持：譚玉瑛、吳幸美、黃庭鋒 | TVB網頁 （页面存档备份，存于） |                                                                |
| 9月15日  | 1    | 資訊          | 8個紀錄的誕生 2018 TVB 大專紀實短片比賽                        | | TVB網頁 （页面存档备份，存于） |                                                                |
| 9月22日  | 13   | 飲食紀錄片    | 築地尋味（第四輯）（Trails to Tsukiji (IV)）                   | 主持：Nelson Babin-Coy、Sarah Macdonald、Marina Arabei、Maryna Arabei、Marie Krause、Shari、Jason Hancock、Janni Olsson、Kyle Card（英語原聲）；李鎮然、陳皓宜、黃昕瑜、柚子蜜、凌晞、張方正、羅孔柔、李安邦（粵語配音） 旁白：許盈、陳欣（粵語配音） | TVB網頁 （页面存档备份，存于） |                                                                |
| 9月25日  | 10   | 旅遊          | 大灣區 活好D（第一輯）                                         | 主持：肥媽、胡諾言、林泳淘、林子博、游茛維、黃美棋、林伊麗 | TVB網頁 （页面存档备份，存于） |                                                                |
| 10月1日  |      | 生活資訊      | 流行都市                                                       | 主持：安德尊、劉彩玉、宋芝齡、章志文、蘇晉霆、林淑敏、姚嘉妮、彭慧中、焦浩軒、黃美棋、吳天佑、李寶君、黃嘉雯、謝芷倫、陳詩欣 | TVB網頁 （页面存档备份，存于） |                                                                |
| 10月8日  | 15   | 真人秀        | 嫁到這世界邊端2                                                | 主持：陳貝兒 | TVB網頁 （页面存档备份，存于） | 51周年台慶獻禮                                                 |
| 9月24日  | 1    | 清談          | #後生仔失驚無神賀中秋                                          | 主持：麥明詩、馮盈盈、陸浩明 |                                |                                                                |
| 9月29日  | 6    | 生活資訊      | 真係咁都得2                                                    | 主持：區永權、劉穎鏇、利穎怡、鄧嘉傑 | TVB網頁 （页面存档备份，存于） |                                                                |
| 10月14日 | 5    | 旅遊          | 昇龍道攻略                                                     | 主持：杜如風 | TVB網頁 （页面存档备份，存于） |                                                                |
| 10月29日 | 5    | 飲食          | 肥媽優質食好D                                                  | 主持：肥媽、陸浩明 | TVB網頁 （页面存档备份，存于） | 51周年台慶獻禮                                                 |
| 11月5日  | 10   | 旅遊          | 周遊東京（第二輯）                                             | 主持：周奕瑋 | TVB網頁 （页面存档备份，存于） | 51周年台慶獻禮                                                 |
| 11月10日 | 4    | 健康資訊      | 快樂奇蹟                                                       | 主持：陳貝兒 | TVB網頁 （页面存档备份，存于） |                                                                |
| 11月19日 | 10   | 清談          | 女人四十                                                       | 主持：田蕊妮 | TVB網頁 （页面存档备份，存于） | 51周年台慶獻禮                                                 |
| 12月1日  | 10   | 遊戲          | 一帶一路一狀元                                                 | 主持：陸浩明、麥明詩、麥美恩 旁白：馬家豪 | TVB網頁 （页面存档备份，存于） |                                                                |
| 12月3日  | 10   | 旅遊          | 兄弟姊妹去旅行                                                 | 主持：蕭正楠、曹永廉、胡定欣、姚子羚 | TVB網頁 （页面存档备份，存于） | 51周年台慶獻禮                                                 |
| 12月15日 | 10   | 健康資訊      | 不老傳說                                                       | 主持：鄧梓峰、陳芷菁 | TVB網頁 （页面存档备份，存于） |                                                                |
| 12月16日 | 10   | 生活資訊      | 宜室宜居·家添愛                                                | 主持：陳貝兒 | TVB網頁 （页面存档备份，存于） |                                                                |
| 12月17日 | 30   | 飲食          | 阿爺廚房（第三輯）                                             | 主持：李家鼎、譚玉瑛 | TVB網頁 （页面存档备份，存于） |                                                                |
| 12月22日 | 7    | 自然紀錄片    | 生物與牠們的秘密（第一輯）（Strange Creatures (I)）            | 旁白：招世亮（粵語配音） | TVB網頁 （页面存档备份，存于） |                                                                |
| 12月23日 | 1    | 清談          | #後生仔失驚無神賀聖誕                                          | 主持：麥明詩、馮盈盈、陸浩明 | TVB網頁 （页面存档备份，存于） |                                                                |
| 12月30日 | 1    | 娛樂新聞回顧  | 2018娛樂繽Fun大派對                                            | 主持：區永權、陳貝兒、許文軒、陳約臨、蘇可欣、鄺潔楹 | TVB網頁 （页面存档备份，存于） |                                                                |

## 2019年
| 首播日期 | 集數  | 類別         | 節目名稱                                                       | 主持/演出/旁白 | 官方網頁                                                      | 備註               |
| -------- | ----- | ------------ | -------------------------------------------------------------- | --- | ------------------------------------------------------------- | ------------------ |
| 1月6日   | 1     | 音樂特輯     | 軒仔與他的產地                                                 | 主持：陸浩明 演出：張敬軒 | TVB網頁 （页面存档备份，存于）                                |                    |
| 1月13日  | 5     | 真人秀       | 一個因去跳舞                                                   | 主持：黃智雯 | TVB網頁 （页面存档备份，存于）                                |                    |
| 1月20日  | 1     | 旅遊         | 東京血拼攻略                                                   | 主持：沈韋汝、牟韻潔、林穎彤、吳若希 | TVB網頁 （页面存档备份，存于）                                |                    |
| 1月27日  | 1     | 旅遊         | 台北過年攻略                                                   | 主持：區永權、龔嘉欣、譚凱琪、鍾晴 | TVB網頁 （页面存档备份，存于）                                |                    |
| 1月28日  | 8     | 飲食         | 糕手過招                                                       | 主持：陸浩明 | TVB網頁                                                       | 為食台首播         |
| 1月28日  | 14    | 賀年資訊     | 新春開運王（第四輯）                                           | 主持：薛家燕、黃祥興、湯洛雯、李丞責、麥玲玲、李居明 | TVB網頁 （页面存档备份，存于）                                |                    |
| 2月2日   | 1     | 旅遊         | 新春旅遊行大運                                                 | 主持：區永權、鍾晴、尤蔭蔭、鍾煒喬 |                                                               |                    |
| 2月3日   | 5     | 飲食         | 肥媽新年新煮意                                                 | 主持：肥媽、陸浩明 |                                                               | 為食台首播         |
| 2月3日   | 1     | 飲食         | 阿爺賀歲攻略                                                   | 主持：李家鼎、譚玉瑛 嘉賓：森美、麥美恩、高海寧、黃心穎、吳若希、丁子朗、杜如風 | TVB網頁 （页面存档备份，存于）                                |                    |
| 2月9日   | 6     | 自然紀錄片   | 生物與牠們的秘密（第二輯）（Strange Creatures (II)）           | 旁白：招世亮（粵語配音） | TVB網頁 （页面存档备份，存于）                                |                    |
| 2月9日   | 4     | 清談         | 1+1+1                                                          | 主持：車婉婉 | TVB網頁 （页面存档备份，存于）                                |                    |
| 2月9日   | 1     | 賀年         | 金裝娛樂賀新春                                                 | 演出：何廣沛、張彥博、羅天宇、郭子豪、Super Girls、周柏豪、胡鴻鈞、菊梓喬、吳若希、連詩雅、傅嘉莉 |                                                               |                    |
| 2月10日  | 1     | 賀年資訊     | 街市新春攻略                                                   | 主持：麥長青、江美儀、滕麗名 嘉賓：袁文傑、黃翊、胡諾言、莊思敏 |                                                               |                    |
| 2月23日  | 35    | 旅遊         | 3日2夜（第三輯）                                               | 主持：陳詩欣、鍾晴、鄭衍峰、蘇可欣、何廣沛、龔嘉欣、蔣家旻、潘梓鋒、張曦雯、陳約臨、羅天宇、湯洛雯、陳庭欣、鄧以婷、阮嘉敏、朱智賢、鄺潔楹、吳紫韻、胡美貽、周佩婷、譚嘉儀、白雲、劉佩玥、黃美棋、李君妍 | TVB網頁 （页面存档备份，存于）                                |                    |
| 2月24日  | 1     | 音樂特輯     | 尋找阿Lam的那些年                                              | 主持：鄭丹瑞 演出：林子祥、林德信、張敬軒 | TVB網頁 （页面存档备份，存于）                                |                    |
| 3月3日   | 14    | 資訊         | 粵講粵㜺鬼（第四輯）                                           | 主持：許文軒、戴祖儀、鄧智堅、麥美恩 | TVB網頁 （页面存档备份，存于）                                |                    |
| 3月3日   | 39    | 飲食         | 香港原味道（第三輯）                                           | 主持：譚玉瑛、吳幸美、黃庭鋒、余德丞 | TVB網頁 （页面存档备份，存于）                                |                    |
| 3月3日   | 1     | 清談         | 1+1的派對                                                      | 演出：林盛斌、張美妮、張嘉兒、李漫芬、張名雅、歐陽巧瑩、陳華鑫、范振鋒、周志康、林師傑、鄭世豪 | TVB網頁 （页面存档备份，存于）                                |                    |
| 3月3日   | 12    | 旅遊         | 大灣區 活好D（第二輯）                                         | 主持：陸浩明、陳詩欣、衛志豪、魏韵芝、鄧以婷、區永權、黃美棋、胡諾言 | TVB網頁 （页面存档备份，存于）                                |                    |
| 3月4日   | 10    | 健康資訊     | BB要健康                                                       | 主持：林盛斌、陳敏之、楊潮凱 | TVB網頁 （页面存档备份，存于）                                |                    |
| 3月17日  | 28    | 動物紀錄片   | 動物BB來了（Animal Babies: Mini Album）                        | 旁白：劉惠雲、陳灝瑋（粵語配音） |                                                               |                    |
| 3月17日  | 18    | 遊戲         | 娛樂大家                                                       | 主持：汪明荃、森美、蘇永康、余德丞 旁白：陳欣 | TVB網頁 （页面存档备份，存于）                                |                    |
| 3月18日  | 10    | 健康資訊     | 快樂中年                                                       | 主持：鄭丹瑞、丁子朗、張寶兒、吳沚默、譚永浩 | TVB網頁 （页面存档备份，存于）                                |                    |
| 3月23日  | 6     | 動物紀錄片   | 動物超感應（Animal Senses）                                    | 旁白：黃啟昌（粵語配音） |                                                               |                    |
| 4月1日   | 30    | 飲食         | 食好D 食平D（第二輯）                                          | 主持：肥媽、陸浩明 | TVB網頁 （页面存档备份，存于）                                |                    |
| 5月4日   | 13    | 自然紀錄片   | 大自然的日常（第五輯）（ダーウィンが来た! 〜生きもの新伝説〜） | 旁白：陳耀楠（粵語配音） |                                                               |                    |
| 5月11日  | 1     | 音樂特輯     | 容祖兒 Love in L.A.                                            | 演出：容祖兒 |                                                               |                    |
| 5月13日  | 10    | 旅遊         | 周遊關西（第一輯）                                             | 主持：周奕瑋 | TVB網頁 （页面存档备份，存于）                                |                    |
| 5月27日  | 5     | 真人秀       | 媽媽唔易"造"                                                   | 主持：朱庭萱 旁白：李青妍 | TVB網頁 （页面存档备份，存于）                                |                    |
| 6月3日   | 10    | 真人秀       | 如果這樣生活                                                   | 主持：黎諾懿、袁文傑、李佳芯、張頴康、余德丞、朱千雪、楊明、陳煒、洪永城 | TVB網頁 （页面存档备份，存于）                                |                    |
| 6月9日   | 5     | 真人秀       | 單車遊學團                                                     | 主持：麥明詩、潘梓鋒 | TVB網頁 （页面存档备份，存于）                                |                    |
| 6月17日  | 10    | 資訊         | 8個香港                                                        | 主持：譚玉瑛、杜如風、鄺潔楹、吳若希、陳詩欣、戴祖儀、陳約臨、馮盈盈 | TVB網頁 （页面存档备份，存于）                                |                    |
| 6月23日  | 1     | 音樂特輯     | hana菊梓喬的秘密花園                                           | 主演：菊梓喬 |                                                               |                    |
| 6月30日  | 3     | 旅遊         | 識玩旅行團（第一輯）                                           | 主持：肥媽、黃建東、簡淑兒 | TVB網頁 （页面存档备份，存于）                                | TVB Amazing Summer |
| 7月1日   | 10    | 旅遊         | 懿想得到                                                       | 主持：黎諾懿 | TVB網頁 （页面存档备份，存于）                                | TVB Amazing Summer |
| 7月6日   | 10    | 飲食         | 街市遊樂團（雙馬篇）                                           | 主持：麥長青、江美儀、滕麗名 旁白：雷碧娜 | TVB網頁 （页面存档备份，存于）                                | TVB Amazing Summer |
| 7月15日  | 10    | 寵物資訊     | 我的寵物                                                       | 主持：姚子羚、陳庭欣、崔建邦、鄧卓殷、李家鼎 旁白：黃啟昌 | TVB網頁 （页面存档备份，存于）                                | TVB Amazing Summer |
| 7月21日  | 21    | 遊戲         | Do姐有問題（第三輯）                                           | 主持：鄭裕玲、農 夫 旁白：馬家豪 | TVB網頁 （页面存档备份，存于）                                | TVB Amazing Summer |
| 7月21日  | 6     | 旅遊         | 荷蘭好玩                                                       | 主持：麥明詩、馮盈盈 | TVB網頁 （页面存档备份，存于）                                | TVB Amazing Summer |
| 7月21日  | 13    | 飲食         | 輝哥為食遊II                                                   | 主持：吳錫輝、林秀怡 | TVB網頁 （页面存档备份，存于）                                | TVB Amazing Summer |
| 7月28日  | 2     | 遊戲         | 玩轉獅門娛樂天地                                               | 主持：林盛斌、區永權、周志康 旁白：黃啟昌 | TVB網頁 （页面存档备份，存于）                                | TVB Amazing Summer |
| 7月29日  | 5     | 真人秀       | 打工捱世界III                                                  | 主持：袁偉豪、楊明 | TVB網頁 （页面存档备份，存于）                                | TVB Amazing Summer |
| 8月3日   | 7 (8) | 飲食紀錄片   | 風味人間                                                       | 旁白：招世亮（粵語配音） |                                                               |                    |
| 8月3日   | 22    | 音樂         | 流行經典50年 (2019)                                            | 主持：胡楓、陳敏之、鄭俊弘、譚嘉儀 | TVB網頁 （页面存档备份，存于）                                | TVB Amazing Summer |
| 8月3日   | 2     | 寵物資訊     | 我的寵物夏日反斗嘉年華                                         | 主持：陳庭欣、崔建邦、傅嘉莉、麥美恩 旁白：黃啟昌 | TVB網頁 （页面存档备份，存于）                                | TVB Amazing Summer |
| 8月4日   | 1     | 港姐         | 香港小姐公爵特訓班                                             | 主持：黎耀祥、蕭正楠、黃浩然、曹永廉 | TVB網頁 （页面存档备份，存于）                                | TVB Amazing Summer |
| 8月5日   | 10    | 資訊         | Ben Sir睇樓團（第三輯）                                        | 主持：歐陽偉豪、麥美恩、陸浩明、思霆、林穎彤、孔德賢 | TVB網頁 （页面存档备份，存于）                                | TVB Amazing Summer |
| 8月11日  | 1     | 港姐         | 香港小姐周遊好玩特訓班                                         | 主持：周奕瑋、麥明詩、馮盈盈 |                                                               | TVB Amazing Summer |
| 8月11日  | 19    | 遊戲         | 娛樂大家（第二輯）                                             | 主持：汪明荃、森美、蘇永康、余德丞 旁白：陳欣 | TVB網頁 （页面存档备份，存于）                                | TVB Amazing Summer |
| 8月17日  | 15    | 飲食         | 香港美食一條街                                                 | 主持：鄺潔楹、黃山怡、黃美棋 | TVB網頁 （页面存档备份，存于）                                |                    |
| 8月19日  | 15    | 旅遊         | 12個夏天                                                       | 主持：張振朗、劉穎鏇、謝東閔、陳家樂、連詩雅、鄧佩儀、丁子朗、麥凱程、孔德賢、張寶兒、羅天宇、張曦雯 | TVB網頁 （页面存档备份，存于）                                | TVB Amazing Summer |
| 9月1日   | 1     | 淸談         | #後生仔同港姐傾吓偈                                            | 主持：陸浩明、麥明詩、馮盈盈 | TVB網頁 （页面存档备份，存于）                                |                    |
| 9月8日   | 1     | 淸談         | #後生仔睇完港姐傾吓偈                                          | 主持：陸浩明、麥明詩、馮盈盈 | TVB網頁 （页面存档备份，存于）                                |                    |
| 9月9日   | 5     | 真人秀       | 跨跨跨世代                                                     | 演出：李家鼎、丁子朗、胡楓、Joe Junior、羅天宇、蔣家旻、謝雪心、劉佩玥、黎諾懿、湯洛雯、黃凱儀、徐文浩、楊詩敏、鄧佩儀                                                                                   | TVB網頁 （页面存档备份，存于）                                |                    |
| 9月15日  | 1     | 淸談         | #後生仔再同港姐傾吓偈                                          | 主持：陸浩明、麥明詩、馮盈盈 | TVB網頁 （页面存档备份，存于）                                |                    |
| 9月16日  | 15    | 資訊         | 長命不老                                                       | 主持：黎諾懿、麥美恩、鄧佩儀、戴祖儀、黃庭鋒、許文軒 | TVB網頁 （页面存档备份，存于）                                |                    |
| 9月21日  | 6     | 真人秀       | 絕世港佬                                                       | 主持：鄧梓峰、吳家樂、敖嘉年、鄧智堅、黃建東 | TVB網頁 （页面存档备份，存于）                                |                    |
| 9月22日  | 1     | 真人秀       | 蔡一傑．東京1+1精彩                                            | 演出：蔡一傑 | TVB網頁 （页面存档备份，存于）                                |                    |
| 9月29日  | 4     | 節目資訊     | 台慶強勢列陣                                                   | 主持：林盛斌、張寶兒 | TVB網頁 （页面存档备份，存于）                                |                    |
| 10月7日  | 10    | 旅遊         | 出走澳洲                                                       | 主持：黃翠如、洪永城 | TVB網頁 （页面存档备份，存于）                                | 52周年台慶綜藝     |
| 10月21日 | 15    | 真人秀       | 嫁到這世界邊端3                                                | 主持：陳貝兒 | TVB網頁 （页面存档备份，存于）                                | 52周年台慶綜藝     |
| 10月27日 | 13    | 旅遊         | 識玩旅行團（第二輯）                                           | 主持：林師傑、蔣家旻、楊潮凱、江嘉敏、傅嘉莉、潘梓鋒、區永權、陳婉衡、吳紫韻、陳睿雯、梁茵 | TVB網頁 （页面存档备份，存于）                                |                    |
| 10月27日 | 8     | 旅遊         | 離地自由行（第三輯）                                           | 主持：袁學謙 | TVB網頁 （页面存档备份，存于）                                |                    |
| 11月2日  | 5     | 旅遊         | 二億人的世界                                                   | 主持：陳庭欣、黎芷珊、區永權 | TVB網頁 （页面存档备份，存于）                                |                    |
| 11月11日 | 10    | 旅遊         | 晚間看地球                                                     | 主持：鄭裕玲、陸永、C君、余德丞、馬德鐘、陳豪、黃宗澤 | TVB網頁 （页面存档备份，存于）                                | 52周年台慶綜藝     |
| 11月16日 | 4     | 紀錄片       | 爸媽為你好？（미래人교육）                                     | 旁白：鄧志堅、蘇強文（粵語配音） |                                                               |                    |
| 11月25日 | 10    | 旅遊         | 森美旅行團（第三輯）                                           | 主持：森 美、吳若希、丁子朗、麥美恩 | TVB網頁 （页面存档备份，存于） TVB網頁 （页面存档备份，存于） | 52周年台慶綜藝     |
| 12月7日  | 100   | 青年         | #一屋後生仔                                                    | 主持：馮盈盈、陸浩明、黃美棋、戴祖儀、林穎彤 | TVB網頁 （页面存档备份，存于）                                |                    |
| 12月9日  | 30    | 飲食         | 阿爺廚房（第四輯）                                             | 主持：李家鼎、譚玉瑛 | TVB網頁 （页面存档备份，存于）                                | 52周年台慶綜藝     |
| 12月14日 | 6     | 紀錄片       | 地球有問題（Tipping Point）                                    | 旁白：陳欣（粵語配音） |                                                               | 每集不設中文字幕   |
| 12月14日 | 23    | 生活資訊     | 學是學非（第七輯）                                             | 主持：麥美恩、張寶兒、馮盈盈、劉穎鏇、何依婷、鄺潔楹、戴祖儀、陳詩欣、何泳芍、陳欣茵 | TVB網頁 （页面存档备份，存于）                                |                    |
| 12月15日 | 20    | 資訊         | 一帶一路多精彩                                                 | 主持：朱凱婷 | TVB網頁 （页面存档备份，存于）                                |                    |
| 12月21日 | 2     | 娛樂新聞回顧 | 2019娛樂繽Fun大派對                                            | 主持：許文軒、潘盈慧、王鎮泉、鄭衍峰、蘇可欣、陳詩欣 | TVB網頁 （页面存档备份，存于）                                |                    |
| 12月22日 | 10    | 飲食         | 台灣原味道（第一輯）                                           | 主持：譚玉瑛、吳幸美、黃庭鋒、余德丞、梁凱晴 | TVB網頁 （页面存档备份，存于）                                |                    |
| 12月22日 | 1     | 飲食         | 美食一條街 順德篇                                              | 主持：鄺潔楹、黃山怡、黃美棋 | TVB網頁 （页面存档备份，存于）                                |                    |
| 12月29日 | 12    | 旅遊         | 仨心友行                                                       | 主持：陳敏之、龔嘉欣、高海寧、陳凱琳 | TVB網頁 （页面存档备份，存于）                                |                    |